# Władysław Sikorski

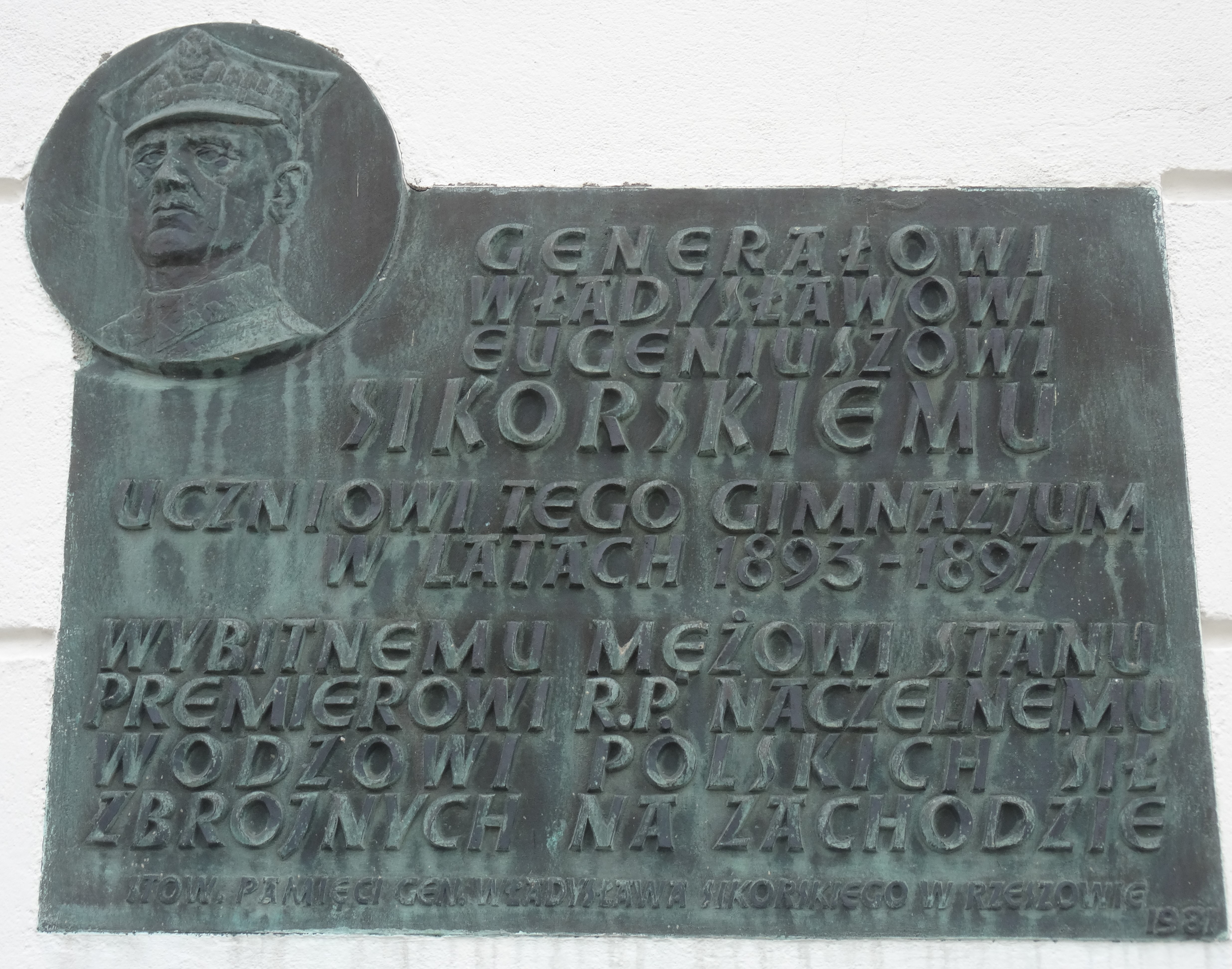
Tablica upamiętniająca Władysława Sikorskiego jako ucznia I Liceum Ogólnokształcącego w Rzeszowie wmurowana przed wejściem do szkoły

Władysław Eugeniusz Sikorski, ps. Strażnica, Eugeniusz Strażnica, Gazda (ur. 20 maja 1881 w Tuszowie Narodowym, zm. 4 lipca 1943 w Gibraltarze) – generał broni Wojska Polskiego, premier i minister spraw wojskowych II Rzeczypospolitej, od 30 września 1939 premier rządu Rzeczypospolitej Polskiej na uchodźstwie, początkowo we Francji, następnie w Wielkiej Brytanii, oraz twórca i naczelny wódz Polskich Sił Zbrojnych (na Zachodzie); zginął w katastrofie lotniczej w Gibraltarze; pośmiertnie odznaczony Orderem Orła Białego (1943).

## Życiorys – podsumowanie
Przed wybuchem I wojny światowej uzyskał dyplom oficerski w austriackiej szkole wojskowej i został podporucznikiem rezerwy cesarskiej i królewskiej Armii. Był jednym ze współzałożycieli i członków polskich organizacji niepodległościowych: Związku Walki Czynnej, Związku Strzeleckiego i Komisji Tymczasowej Skonfederowanych Stronnictw Niepodległościowych. Walczył w Legionach Polskich w trakcie I wojny światowej. Od listopada 1918 roku służył w Wojsku Polskim. Odegrał dużą rolę w czasie wojny polsko–bolszewickiej (1919–1921), zwłaszcza podczas bitwy warszawskiej, w której dowodził 5 Armią Frontu Północnego.
W pierwszych latach II Rzeczypospolitej Sikorski pełnił ważne funkcje rządowe, włączając w to stanowiska premiera (1922–1923) i ministra spraw wojskowych (1924–1925). W 1928 roku, dwa lata po przewrocie majowym Józefa Piłsudskiego, został odsunięty od eksponowanych stanowisk. Do 1939 roku pozostawał bez przydziału, w dyspozycji Ministra Spraw Wojskowych. W tym czasie napisał kilka książek dotyczących sztuki wojennej i stosunków międzynarodowych państwa polskiego. Sympatyzował z opozycją wobec rządów sanacji. W 1936 roku Sikorski wraz z Ignacym Paderewskim założyli w Szwajcarii stronnictwo Front Morges w celu walki z dyktaturą sanacyjną.
W 1939 roku, po wybuchu II wojny światowej, Sikorski został premierem RP na uchodźstwie, Naczelnym Wodzem Polskich Sił Zbrojnych i adwokatem sprawy polskiej na europejskiej i światowej scenie dyplomatycznej. Był zwolennikiem ponownego nawiązania stosunków dyplomatycznych pomiędzy Polską a ZSRR, zerwanych po agresji ZSRR na Polskę we wrześniu 1939. Stosunki te zostały w lipcu 1941 przywrócone po ataku Niemiec na ZSRR układem Sikorski–Majski, jednak po odkryciu grobów ofiar zbrodni katyńskiej 25 kwietnia 1943 ZSRR ponownie zerwał stosunki dyplomatyczne z Polską, pod pretekstem prośby rządu polskiego skierowanej do Międzynarodowego Czerwonego Krzyża, by ten zbadał sprawę zbrodni.
Zginął 4 lipca 1943 w katastrofie samolotu, który rozbił się zaraz po starcie z lotniska w Gibraltarze. Według oficjalnych ustaleń katastrofa nastąpiła z przyczyn technicznych, jednak jest to przedmiotem kontrowersji i hipotez o zamachu.

## Wczesne lata i I wojna światowa
Urodził się w domu rodzinnym w Tuszowie Narodowym na ziemiach zaboru austriackiego w ówczesnych Austro-Węgrzech. Pisał o sobie, że pochodzi z „rodziny, która biorąc udział w ostatnim powstaniu narodowym – zubożała”. Odpowiadając na ankietę – kwestionariusz sekcji polskiej wydawnictwa „Who’s who in Central and Eastern Europe” podał w rubryce „nazwisko”: Sikorski (de Kopaszyna). W rzeczywistości ojciec Władysława, Tomasz Sikorski, pochodził z rodziny tkaczy z Przeworska, co potwierdza metryka siostry generała – Heleny.

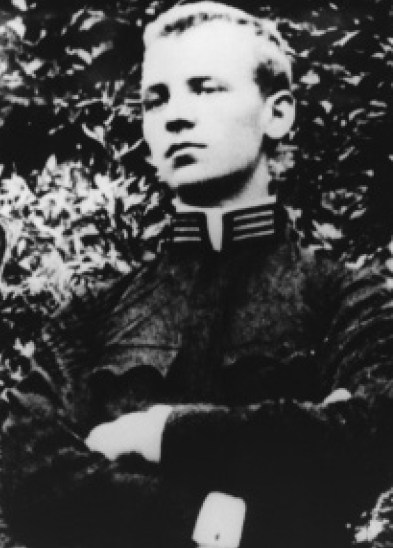
Gimnazjalista Władysław Sikorski

Ojciec generała urodził się 20 maja 1852. W 1872 opuścił rodzinny Przeworsk i przybył do wsi Hyżne k. Rzeszowa. Tam przyjął posadę organisty, a wkrótce podjął się także pracy w pobliskiej szkole jako niewykwalifikowany nauczyciel. Matką Władysława była córka Weroniki Hawrowskiej, Emilia Hawrowska, później Sikorska, w akcie ślubu wpisana po ojczymie, zarządcy dworu w Hyżnem, jako Albertowicz.
Władysław Sikorski miał starszego brata Stanisława i dwie siostry: Eugenię i Helenę. Ojciec zmarł w 1885 i od tego czasu rodzinę utrzymywała matka, zajmująca się szyciem i roznoszeniem przesyłek pocztowych. Od 1898 do 1902 uczęszczał do seminarium nauczycielskiego w Rzeszowie. Po zwróceniu na siebie uwagi talentami do nauki zamieszkał w domu dyrektora tejże szkoły, Juliana Zubczewskiego, a po jego przeniesieniu do Lwowa wraz z rodziną profesora przeprowadził się do tego miasta i kontynuował naukę w C.K. Gimnazjum im. Franciszka Józefa od 1899. Tam zdał egzamin dojrzałości. W 1902 rozpoczął studia na Wydziale Inżynierii Dróg i Mostów Politechniki Lwowskiej, gdzie włączył się w działalność patriotyczną i społeczną. Po ukończeniu studiów zatrudnił się w administracji galicyjskiej (Namiestnictwo Galicji), zajmując się sprawami związanymi z przemysłem naftowym.
W latach 1904–1905, jako jednoroczny ochotnik odbył obowiązkową służbę wojskową w 21 Pułku Piechoty Obrony Krajowej w St. Pölten. Na stopień podporucznika rezerwy został mianowany ze starszeństwem z 1 stycznia 1907 i przydzielony w rezerwie do 35 Pułku Piechoty Obrony Krajowej w Złoczowie. W latach 1912–1913 wziął udział w mobilizacji sił zbrojnych Monarchii Austro-Węgierskiej, wprowadzonej w związku z wojną na Bałkanach. Na stopień porucznika rezerwy został mianowany ze starszeństwem z 1 maja 1914, a na stopień kapitana ze starszeństwem z 1 listopada 1916. W ewidencji 35 Pułku Piechoty Obrony Krajowej (od 1917 – Pułku Strzelców Nr 35) pozostawał do 1918.
W 1909 ożenił się z Heleną Zubczewską, przybraną córką Juliana Zubczewskiego i mieszkał kolejno w Leżajsku, Nisku i Radomyślu, gdzie jako inżynier prowadził prace pomiarowe przy regulacji rzeki San.
Był członkiem zwyczajnym Polskiego Towarzystwa Politechnicznego we Lwowie od 1910.
W 1907 zbliżył się do Polskiej Partii Socjalistycznej (PPS), będącej wówczas jednym z głównych ugrupowań niepodległościowych. W tym czasie spotkał Józefa Piłsudskiego. Mając gruntowne wojskowe wykształcenie, Sikorski nauczał innych członków partii, przedstawiając im zagadnienia związane ze sztuką wojenną. W 1908 we Lwowie, razem z Marianem Kukielem, Walerym Sławkiem, Kazimierzem Sosnkowskim, Witoldem Jodko-Narkiewiczem i Henrykiem Minkiewiczem założył tajny Związek Walki Czynnej, którego głównym celem było zorganizowanie powstania zbrojnego przeciwko Imperium Rosyjskiemu. W 1910 Sikorski był jednym z organizatorów Związku Strzeleckiego. Został także mianowany osobą odpowiedzialną za sprawy wojskowości w Komisji Skonfederowanych Stronnictw Niepodległościowych.
Był jednym z przywódców Polskiego Stronnictwa Postępowego.

### I wojna światowa
Gdy Józef Piłsudski po wybuchu I wojny światowej wkroczył z Pierwszą Kompanią Kadrową na ziemie Królestwa Polskiego, Sikorski trafił do armii austro-węgierskiej. Później znalazł się w Komendzie Głównej Wojsk Polskich w Miechowie, gdzie opracował memoriał, w którym proponował sformowanie Polskiego Korpusu Posiłkowego. Niedługo potem Władysław Sikorski został szefem Departamentu Wojskowego w Naczelnym Komitecie Narodowym (NKN) (powstał on 16 sierpnia 1914, kiedy to Austriacy podjęli decyzję o stworzeniu Legionów Polskich). W 1914 roku jako przedstawiciel postępowych demokratów był członkiem sekcji zachodniej Naczelnego Komitetu Narodowego. 30 września 1914 roku otrzymał awans na podpułkownika, został także pierwszym komendantem Szkoły Podchorążych Legionów Polskich.

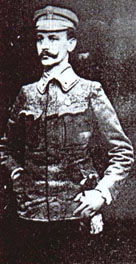
Władysław Sikorski w 1918

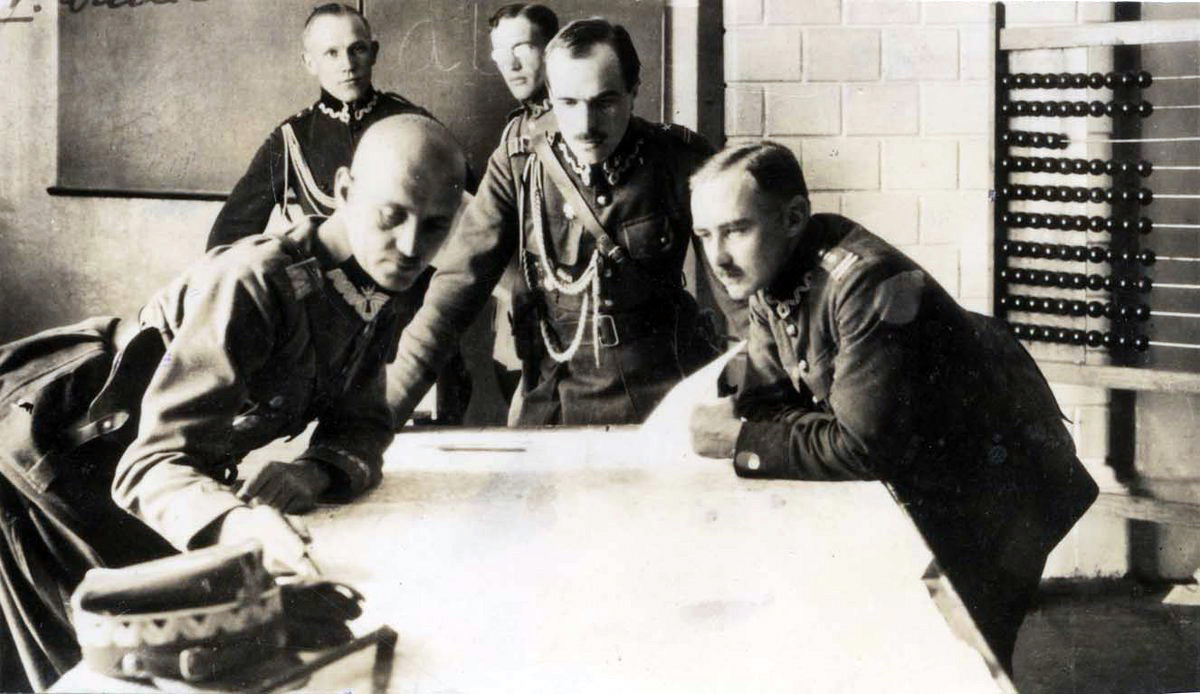
Gen. Władysław Sikorski ze sztabem 5 Armii podczas bitwy warszawskiej

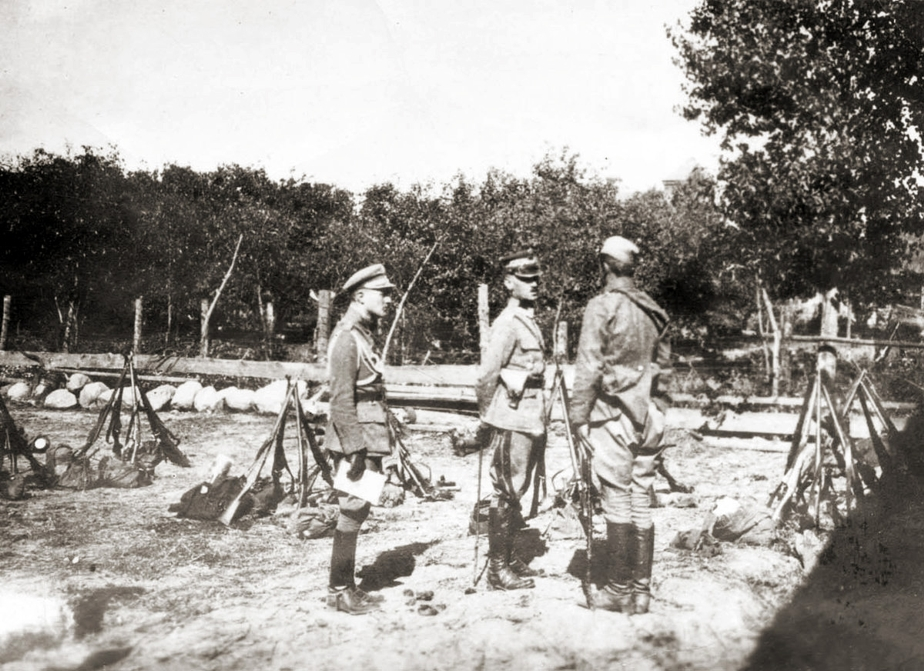
Gen. Władysław Sikorski z żołnierzami 5 Armii nad Wkrą, sierpień 1920

Stanowisko w NKN pełnił do 1916. Później, jako wysłannik Legionów Polskich w Krakowie, był odpowiedzialny za rekrutację ochotników do tej formacji zbrojnej. 19 lipca 1916 roku rozkazem K Nr 15217 c. i k. Naczelnej Komendy Armii został mianowany pułkownikiem „w uznaniu jego wybitnej działalności na polu organizacji i jego znakomitej służby przed nieprzyjacielem”. W 1916 zarysował się konflikt pomiędzy Sikorskim a Piłsudskim. Ten pierwszy wciąż opowiadał się za współpracą z monarchią austro-węgierską, zajmował się także zaciągiem Polaków do Polnische Wehrmacht. Piłsudski natomiast był zdania, że wobec braku ustępstw politycznych należy wstrzymać rekrutację. W lipcu 1917 żołnierze dwóch brygad legionowych – na tajne polecenie Komendanta – odmówili złożenia przysięgi lojalności cesarzowi niemieckiemu (kryzys przysięgowy). Piłsudski został internowany w Magdeburgu, a Sikorski został ponownie wcielony do armii austro-węgierskiej. Został komendantem komendy uzupełnień Polskiego Korpusu Posiłkowego. Po zawarciu traktatu brzeskiego w marcu 1918 Sikorski zaprotestował przeciwko oderwaniu Chełmszczyzny od Królestwa Polskiego. W wyniku tego protestu został oskarżony o zdradę stanu i internowany.
Po wyjściu z internowania podjął współpracę z gen. Tadeuszem Rozwadowskim, wówczas nieoficjalnym doradcą Rady Regencyjnej, a od października 1918 szefem sztabu Wojska Polskiego. Z rozkazu gen. Rozwadowskiego już w październiku Sikorski przystąpił do tworzenia Wojska Polskiego na terenie Galicji, rekrutowanego głównie z członków byłego Polskiego Korpusu Posiłkowego. 1 listopada 1918 Rada Regencyjna powołała go na stanowisko szefa Sztabu Dowództwa na Galicję Wschodnią i Śląsk.

## W Wojsku Polskim (1918–1922)
W listopadzie 1918 został przyjęty do Wojska Polskiego. Był głównym kwatermistrzem Naczelnego Dowództwa Wojsk Polskich w Galicji Wschodniej, a następnie dowódcą grupy „Bartatów” i dowódcą grupy swojego imienia.
W czasie wojny z bolszewikami pełnił służbę na różnych stanowiskach dowódczych, m.in. dowódcy 9 Dywizji Piechoty i Grupy Poleskiej podczas ofensywy kijowskiej, 5 Armii podczas Bitwy Warszawskiej oraz 3 Armii podczas walk w rejonie Zamościa. Jego adiutantem był wówczas Jan Tarnowski (1900–1966), syn Zdzisława, w latach II wojny światowej adiutant gen. Stanisława Maczka.
1 maja 1920 został zatwierdzony z dniem 1 kwietnia 1920 w stopniu generała podporucznika, w grupie oficerów byłych Legionów Polskich. 28 lutego 1921 został zatwierdzony z dniem 1 kwietnia 1920 w stopniu generała porucznika, w grupie oficerów byłych Legionów Polskich. W 1921 został mianowany szefem Sztabu Generalnego. Dekretem Naczelnika Państwa z 29 grudnia 1921 został odznaczony orderem „Odrodzenia Polski" klasy III „w uznaniu zasług, położonych dla Rzeczypospolitej Polskiej na polu organizacji wojskowej". 3 maja 1922 został zweryfikowany w stopniu generała dywizji ze starszeństwem z 1 czerwca 1919 i 18. lokatą w korpusie generałów.
16 grudnia 1922, po zabójstwie prezydenta Narutowicza, został mianowany prezesem Rady Ministrów i ministrem spraw wewnętrznych. Tego samego dnia minister spraw wojskowych generał dywizji Kazimierz Sosnkowski, w porozumieniu z Radą Ministrów, powołał marszałka Józefa Piłsudskiego czasowo na stanowisko szefa Sztabu Generalnego.

## Prezes Rady Ministrów (1922–1923)
Po zabójstwie Gabriela Narutowicza, marszałek Sejmu Maciej Rataj zgodnie z artykułem 40. konstytucji marcowej uzyskał prawo do desygnowania szefa rady ministrów. 16 grudnia 1922 powołał na to stanowisko generała Władysława Sikorskiego. Pełnił on równocześnie obowiązki ministra spraw wewnętrznych. Podstawowym zadaniem nowego premiera w sferze polityki wewnętrznej okazała się konieczność uspokojenia napiętej sytuacji społecznej po zabójstwie Narutowicza. Już 17 grudnia rząd wprowadził w Polsce stan wyjątkowy. Aresztowano najbardziej aktywnych działaczy nacjonalistycznych. Jednocześnie Sikorski zmuszony był do kompromisu z piłsudczykami. W jego gabinecie ministrem spraw wojskowych został generał Kazimierz Sosnkowski, który powołał Józefa Piłsudskiego na szefa Sztabu Generalnego. Gabinet Sikorskiego nie miał bezwarunkowego poparcia żadnej z liczących się wówczas sił politycznych. Karol Popiel, jeden z liderów Narodowej Partii Robotniczej, po latach pisał:

Od samego swego powstania rząd Władysława Sikorskiego zwalczany był przez zjednoczoną prawicę, po klub ChD (Chrześcijańską Demokrację) włącznie. Jej stanowisko zbiegło się z dążeniem kierowników PSL „Piast” – Wincentego Witosa i marszałka Sejmu Macieja Rataja – utworzenia większości mogącej stanowić stałe oparcie dla prac rządu i Sejmu. W ówczesnej geografii politycznej, biorąc pod uwagę istnienie liczebnie poważnego ugrupowania mniejszości narodowych, taka większość była jedynie realna, psychologicznie jednak była ona niemożliwą z uwagi na niedawne wypadki, które wykopały przepaść pomiędzy lewicą a prawicą. W tej sytuacji uważałem, że w interesie państwa leży umożliwienie Sikorskiemu możliwie najdłuższego sprawowania władzy, co było tym łatwiejsze, że już w ciągu pierwszych tygodni mógł się on wykazać konkretnymi osiągnięciami niemal we wszystkich dziedzinach

Pomimo tego chwiejnego poparcia, Sikorski otrzymał 23 stycznia 1923 wotum zaufania od Sejmu (choć część posłów opuściła obrady i nie brała udziału w głosowaniu). Rząd przez większość sił politycznych traktowany był jednak jako tymczasowy. Po uspokojeniu nastrojów społecznych i wyborze nowego prezydenta (Stanisława Wojciechowskiego), przed rządem Sikorskiego stanęło kolejne kluczowe zadanie – rozwiązanie problemów ekonomiczno-finansowych, a zwłaszcza obniżenie stopy inflacji.
Rząd pod kierownictwem Sikorskiego doprowadził m.in. do uznania polskich granic wschodnich przez państwa zachodnie. W styczniu 1923 Litwa zajęła umiędzynarodowiony obszar Kłajpedy. Rada Ambasadorów Ligi Narodów zaplanowała w związku z tym podjęcie kroków interwencyjnych przy pomocy polskich sił zbrojnych. Sikorski i minister spraw zagranicznych Aleksander Skrzyński wykorzystali ten fakt w celu uzyskania ostatecznego uznania granic wschodnich Polski. Rada Ambasadorów podjęła uchwałę na ten temat 15 marca 1923. O zakończeniu kształtowania się granic Polski informował 16 marca 1923 w wystąpieniu sejmowym:

Wysoka Izbo! Zabierając głos przed kilku dniami z tego miejsca w najważniejszej sprawie o charakterze międzynarodowym w obecnej chwili, bo w sprawie uświęcenia granic Rzeczypospolitej Polskiej, czyniłem to z pełną ufnością, do której uprawniały Rząd zabiegi przedsięwzięte w tym kierunku na Zachodzie, jak również z całą oględnością, do jakiej obowiązywała mnie wobec Wysokiego Sejmu sama tej sprawy doniosłość.
Dziś szczęśliwy jestem, mogąc Wysokiemu Sejmowi zakomunikować, że sprawa została pomyślnie rozstrzygnięta. Mocą uchwały Konferencji Ambasadorów z dn. 14 marca br. główne Mocarstwa Sprzymierzone i Stowarzyszone uznały całkowicie wszystkie granice wschodnie Rzeczypospolitej Polskiej, uznając zarazem pełną suwerenność Rzeczypospolitej względem wszelkich objętych tymi granicami obszarów, bez jakichkolwiek zastrzeżeń, bez jakichkolwiek ograniczeń.
Wysoka Izbo! Znaczenie tego faktu dla Narodu i Państwa jest pierwszorzędne. Jest to obok Traktatu Ryskiego z marca 1921 i załatwienia sprawy Górnośląskiej z października tegoż roku najważniejszy akt międzynarodowy dla Polski od chwili podpisania Traktatu Wersalskiego. Rozstrzygnięcie powyższe stanowi niezbędne uzupełnienie tych traktatów, stanowi uwieńczenie dzieła wskrzeszenia Polski niepodległej.

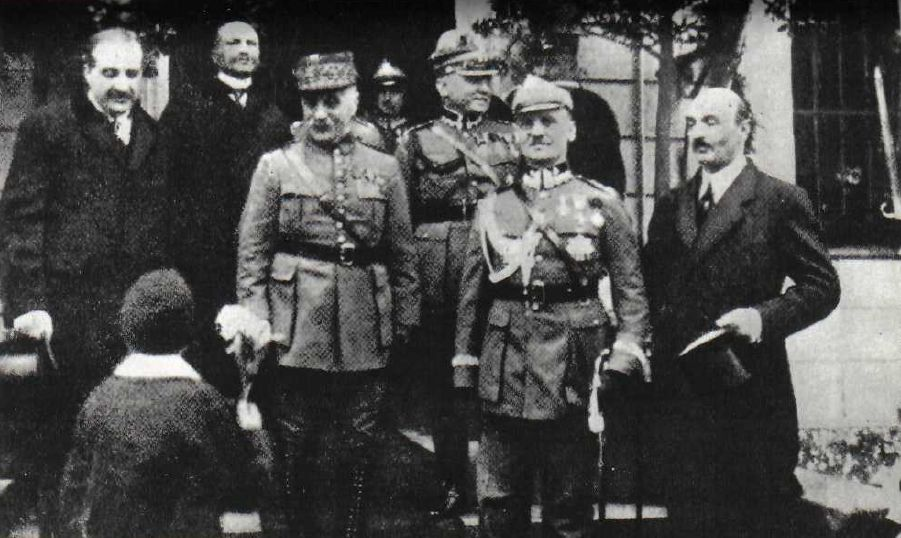
Marszałek Ferdinand Foch podczas wizyty w Warszawie w 1923; z prawej gen. Władysław Sikorski

Tymczasem rząd nie radził sobie z kwestiami związanymi z polityką wewnętrzną. Władysław Grabski, minister skarbu opracował co prawda plan reform, ale nie miały one poparcia wymaganej większości sejmowej. Zamierzenia rządu miały polegać na okresowym zahamowaniu spadku wartości marki polskiej, poprzez nową regulację podatków, oszczędności i osiągnięcie równowagi bilansu budżetowego. Jednocześnie Sikorski próbował manewrować pomiędzy piłsudczykami a endecją. Jego zwolennicy utworzyli tajną organizację o nazwie Honor i Ojczyzna (Strażnica, H2O). Nieśmiało też próbował ograniczać wpływy najbardziej skrajnych sił prawicowych. Usiłował przejąć część poparcia ziemiaństwa dla Związku Ludowo-Narodowego i doprowadzić do przejścia na jego stronę części piłsudczyków. Zamierzenia te nie powiodły się jednak. Autorytet i wpływy rządu osłabiła także seria zamachów bombowych wiosną 1923, m.in. 20 kwietnia – w domu rektora Uniwersytetu Jagiellońskiego Władysława Natansona, 6 maja w lokalu Bundu w Krakowie, 23 maja – w siedzibach pism „Rzeczpospolita” i „Kurier Polski” w Warszawie oraz 24 maja na Uniwersytecie Warszawskim. W kraju rosło zdenerwowanie i napięcie, których rząd nie potrafił rozładować.
W efekcie opisanych powyżej okoliczności, w Sejmie pojawiły się tendencje do utworzenia koalicji rządowej skupiającej ugrupowania prawicy i centrum. W wyniku długotrwałych negocjacji 17 maja 1923 w Warszawie podpisano tzw. pakt lanckoroński, w wyniku którego porozumienie o współpracy zawarły Zjednoczenie Ludowo-Narodowe, Polskie Stronnictwo Chrześcijańskiej Demokracji i PSL „Piast”. Blok ten już 26 maja spowodował dymisję gen. Władysława Sikorskiego ze stanowiska szefa rady ministrów.

## Poza głównym nurtem polityki

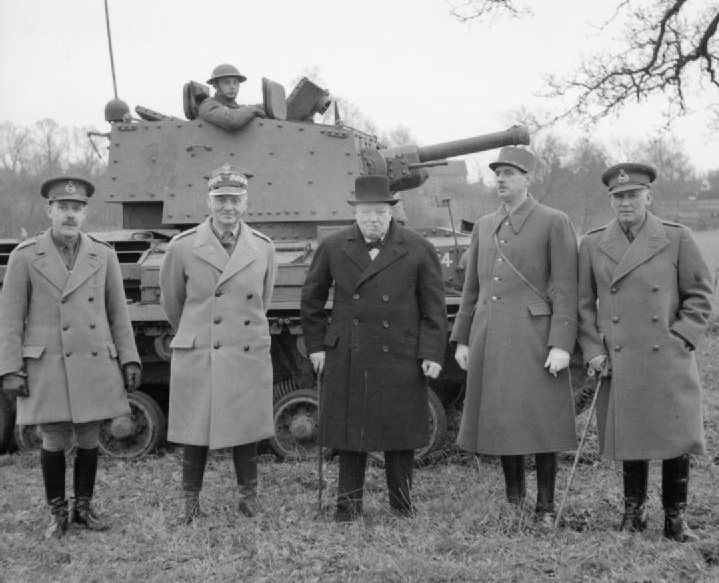
Pierwsi alianci Winston Churchill, Władysław Sikorski oraz Charles de Gaulle

30 listopada 1923 został mianowany generalnym inspektorem piechoty. 17 lutego 1924 został mianowany ministrem spraw wojskowych w drugim rządzie Władysława Grabskiego. 14 listopada 1925 prezydent Wojciechowski przychylając się do przedstawionej mu prośby o dymisję zwolnił go ze stanowiska ministra spraw wojskowych i powierzył pełnienie obowiązków do czasu powołania następcy. 20 listopada tego roku prezydent Wojciechowski powierzył kierownictwo Ministerstwa Spraw Wojskowych gen. dyw. Stefanowi Majewskiemu. W tym samym miesiącu generał Sikorski został powołany na członka Rady Wojennej, na jeden rok. 21 grudnia 1925 prezydent Wojciechowski mianował go dowódcą Okręgu Korpusu Nr VI we Lwowie.
W maju 1926 postrzegany był jako jeden z kandydatów na powtórne objęcie stanowiska szefa rządu. Po dymisji gabinetu Aleksandra Skrzyńskiego 5 maja 1926 Karol Popiel, lider Narodowej Partii Robotniczej, wysunął na to stanowisko Władysława Sikorskiego. Jego zdaniem konieczne było niedopuszczenie do stworzenia gabinetu przez Wincentego Witosa, którego Józef Piłsudski był w stanie łatwo obalić i wprowadzić rządy autorytarne (Popiel przewidywał nadchodzący przewrót majowy). Z tego względu zaproponował ZLN, ChD i PSL „Piast” utworzenie rządu pod przewodnictwem Sikorskiego, którego postrzegał jako osobę o autorytecie tak dużym, że mogłaby ona przeciwstawić się Piłsudskiemu. Plan Popiela został przyjęty, a kandydaturę generała na szefa rządu przedstawili prezydentowi Wojciechowskiemu Wincenty Witos i Stanisław Głąbiński. Prezydent odmówił desygnowania Sikorskiego, twierdząc, że oznaczałoby to wejście w jawny konflikt z Piłsudskim. Jednocześnie zaznaczył, że w przypadku dalszego upierania się wymienionych wyżej stronnictw przy tej kandydaturze, powierzy mu misję sformowania rządu, ale jednocześnie sam poda się do dymisji. Wobec tego odstąpiono od kandydatury Sikorskiego. Witos zaproponował jeszcze jego kandydaturę na stanowisko ministra spraw wewnętrznych. Z misją przekonania Sikorskiego do przyjęcia tej funkcji miano wysłać do Lwowa Popiela. Okazało się jednak, że Piłsudski wyraził ostry sprzeciw przeciwko wejściu generała do rządu Witosa.
W czasie przewrotu majowego, wbrew rozpowszechnianym informacjom nie był neutralny, lecz udzielił pomocy wojskom rządowym. Oto co pisał o tym Marian Kukiel:

W takim przedstawieniu znać bardzo dużo wpływu tych pogłosek, które bezpośrednio po zamachu krążyły w kołach politycznych stolicy. Pamiętam jak dzisiaj słowa, którymi przywitał mnie nazajutrz po zaprzysiężeniu powołanego przez siebie rządu Bartla marszałek Rataj, gdym go, leżącego w łóżku po tragicznych przejściach ubiegłego tygodnia odwiedził w jego mieszkaniu w sejmie. Z goryczą mówił on o jeszcze jednym zawodzie, jaki go spotkał, a którym jest... akces gen. Sikorskiego do przewrotu i domaganie się przezeń, aby wojsko, które zdobyło władzę, wyciągnęło wszystkie konsekwencje z tego faktu. Na moje zapytanie, z jakiego źródła pochodzą te informacje, które wydają mi się nieprawdopodobne, gdyż, moim zdaniem, gen. Sikorski nie należy do ludzi, w których zwyczaju jest spieszenie «na pomoc zwycięzcy» – odpowiedział marszałek Rataj, że wiadomościami tymi podzielił się z nim dnia poprzedniego marszałek Piłsudski, powołując się na meldunek gen. Sikorskiego, oryginału którego jednak nie przedstawił. Zaskoczyło mnie to bardzo i oświadczyłem, iż postaram się o wyjaśnienie sprawy i wyciągnięcie ze swej strony odpowiednich konsekwencji, gdyby informacja była ścisła.
Okazuje się, nie ja jeden byłem tą wiadomością poruszony. Poprzednio już dowiedział się o niej prezes klubu Chrześcijańskiej Demokracji poseł Chaciński, który bezzwłocznie wysłał do Lwowa po informacje swego męża zaufania. Delegat posła Chacińskiego przywiózł odpisy dwu dokumentów. Jednym był raport do ministra Spraw Wojskowych, drugim rozkaz dzienny dowódcy Korpusu do podległych oddziałów. W pierwszym, w męski, pełen godności sposób dawał gen. Sikorski wyraz swym uczuciom z powodu tragicznego faktu walki bratobójczej, która wojsko polskie rozdzieliła. Podkreślając z naciskiem konieczność najszybszego przeprowadzenia jak najszerszej akcji pacyfikacyjnej w wojsku i wśród społeczeństwa, kończy zdaniem, aby w wypadku, gdyby polityka miarodajnych czynników poszła po innej linii i miano stosować jakieś represje wobec tych dowódców, którzy stanęli w obronie konstytucji i prawowitych władz – zaczęto od dowódcy Korpusu Lwowskiego i jego oficerów, jako w pełni ze stanowiskiem swych kolegów walczących po stronie prezydenta Wojciechowskiego się solidaryzujących. Rozkaz dzienny do oddziałów DOK Lwów określał w tym samym duchu stanowisko wobec zaszłych wypadków i dodatkowo polecał wzmożenie czynności na odcinku pogranicznym, a to wobec stwierdzonych w związku z wypadkami w Warszawie poruszeń granicznych oddziałów sowieckich.
Uznaliśmy w gronie sejmowych przyjaciół gen. Sikorskiego, że wobec dość szeroko rozpowszechnionej wersji o «akcesie» Generała do przewrotu, najlepiej będzie ogłosić oba dokumenty drukiem. Ukazały się one w «Rzeczypospolitej», ówczesnym organie Wojciecha Korfantego. Dziennik został wprawdzie skonfiskowany za naruszenie «tajemnicy wojskowej», ale fakt ten nie pociągnął ani dla redaktora odpowiedzialnego, ani dla autora dokumentów żadnych dalszych konsekwencji.
Tak wygląda «niezdecydowane zachowanie się» gen. Sikorskiego podczas przewrotu. Mogę do tego jeszcze dorzucić, że jeżeli gen. Sikorski nie znalazł się w czasie przewrotu w Warszawie przy boku rządu i nie objął kierownictwa akcją wojskową, jak to było od pierwszej chwili życzeniem premiera Witosa, to zdecydowało o tym wyłącznie stanowisko ówczesnego ministra spraw wojskowych, gen. Malczewskiego.

19 marca 1928 prezydent Ignacy Mościcki zwolnił go ze stanowiska dowódcy Okręgu Korpusu Nr VI we Lwowie. Skonfliktowany z Józefem Piłsudskim otrzymał status generała do dyspozycji. Odtąd do 1939 spędzał miesiące wiosenno-letnie w nabytym w 1923 dworku w Parchaniu k. Inowrocławia (nabył majątek ok. 50 ha wraz z dworkiem na podstawie ustawy o osadnictwie wojskowym jako tzw. resztówkę).
W 1934 została wydana książka autorstwa Sikorskiego, pt. Przyszła wojna – jej możliwości i charakter oraz związane z nimi zagadnienia obrony kraju. Zawarł w niej przewidywania i analizy, których celność zostały potwierdzone przez ogólnoświatowy konflikt zbrojny, który wybuchł 5 lat później.

Kto by zatem, prowokując wojnę przy istniejących współcześnie antagonizmach narodowych, politycznych, ekonomicznych i socjalnych sądził, że zdoła ją zamknąć w dowolnych, a przewidzianych przez siebie z góry granicach, ten byłby w szalonym błędzie. Przyszła wojna narodów, szczególnie gdyby do niej doszło w Europie, rozwinęłaby się prawdopodobnie w nowy, lecz daleko groźniejszy jak przed dwudziestu laty, kataklizm ogólnoświatowy.

W tym czasie opublikował wiele ze swoich przemyśleń, przewidując m.in. niebezpieczeństwo związane z remilitaryzacją Niemiec i tragiczne skutki polityki appeasementu.
W 1936 córka gen. Władysława Sikorskiego i Heleny Zubczewskiej, Zofia (ur. 1912) została żoną porucznika Stanisława Leśniowskiego (1904–1987), syna urzędnika rolniczego Stanisława Leśniowskiego.
Do 1939 pozostał w dyspozycji Ministra Spraw Wojskowych. Studiował we Francji w École supérieure de guerre. W 1936 był jednym z sygnatariuszy antysanacyjnego Frontu Morges (obok Wincentego Witosa, Ignacego Paderewskiego i Józefa Hallera). W tym samym czasie Sikorski rozpoczął pisanie cotygodniowych gruntownych artykułów o tematyce militarno-politycznej w „Kurierze Warszawskim”, w których przestrzegał przed niebezpieczeństwem dalszego wzmacniania się Niemiec hitlerowskich. Jednocześnie lansował tam koncepcję stworzenia sojuszu państw demokratycznych (z udziałem Polski) z ZSRR, skierowanego przeciwko Niemcom.
Wraz z zaostrzeniem się sytuacji międzynarodowej, Sikorski powrócił do kraju w 1938. Wiązało się to z nadzieją na pełnienie stanowiska, na którym mógłby w pełni wykorzystać swe zdolności. W 1939, jeszcze przed rozpoczęciem kampanii wrześniowej (25 sierpnia), domagał się od marszałka Edwarda Śmigłego-Rydza przydziału do jednostki frontowej, lecz go nie otrzymał. Nie zaprzestał jednak kolejnych prób dotarcia do Wodza Naczelnego, przygotowując nowe pismo i wręczając je emerytowanemu majorowi Julianowi Malinowskiemu, który miał je przekazać marszałkowi Śmigłemu-Rydzowi. Usiłowania te nie przyniosły jednak zamierzonego skutku.
W takich okolicznościach przedostał się przez Rumunię do Francji, gdzie już 28 września, a więc jeszcze przed ustaniem walk w Polsce, podjął się – za przyzwoleniem aliantów – tworzenia polskiej armii na uchodźstwie.

## Prezes Rady Ministrów i Wódz Naczelny (1939–1943)

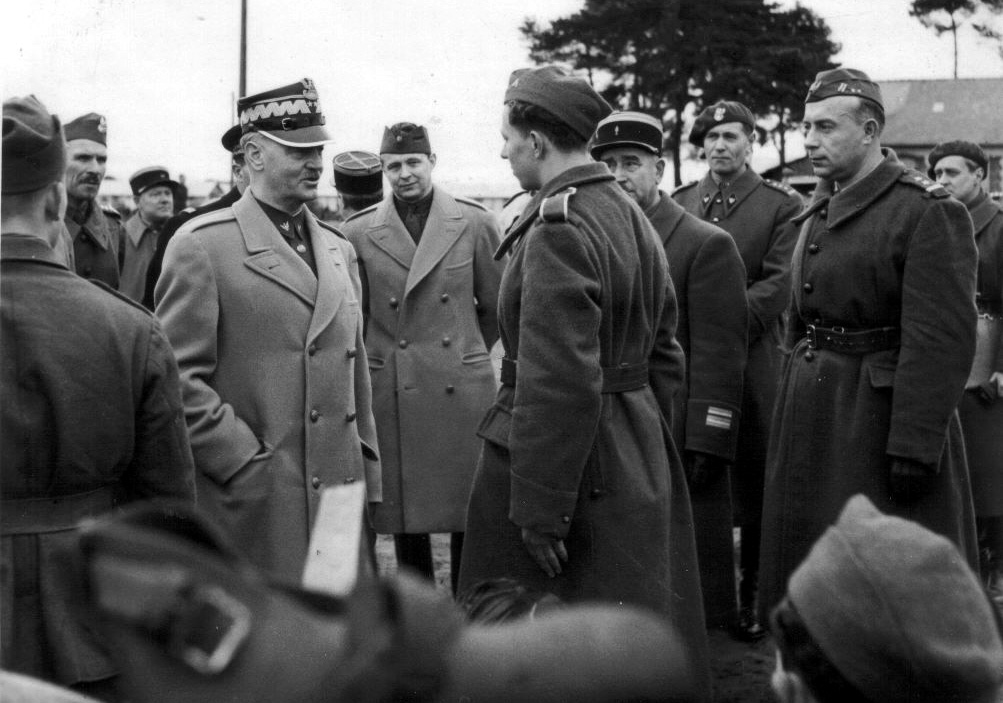
Gen. Sikorski wśród żołnierzy we Francji w 1940

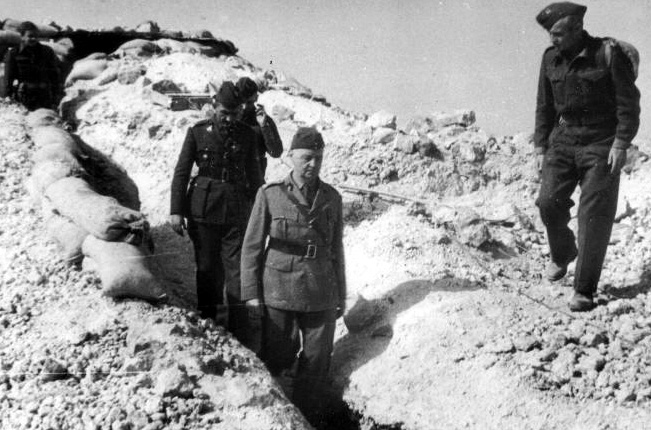
Inspekcja okopów pod Tobrukiem

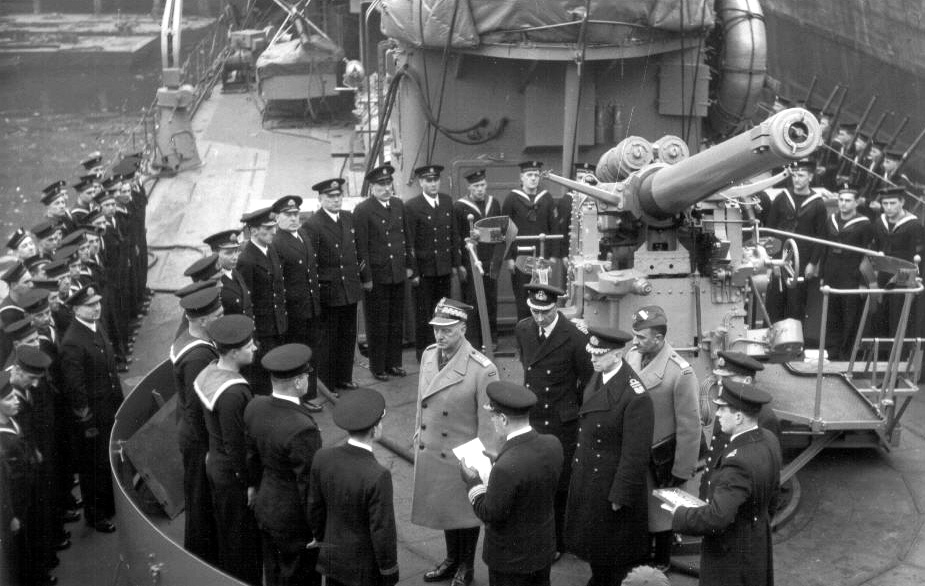
Generał Sikorski wśród marynarzy na pokładzie ORP Piorun

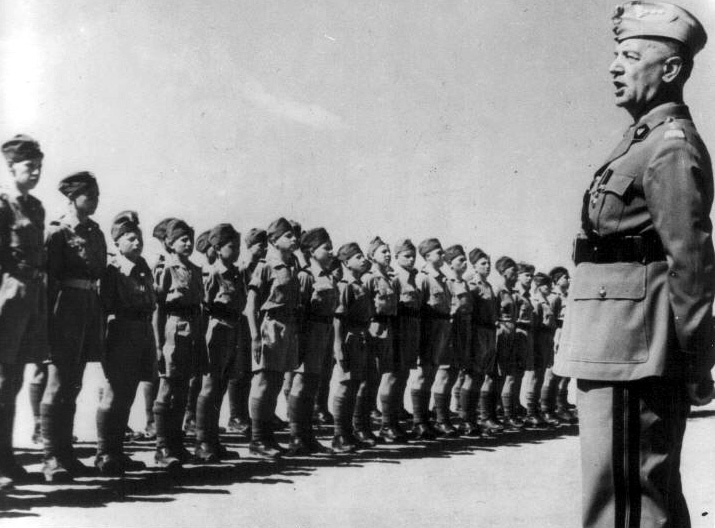
Z Junakami na Bliskim Wschodzie

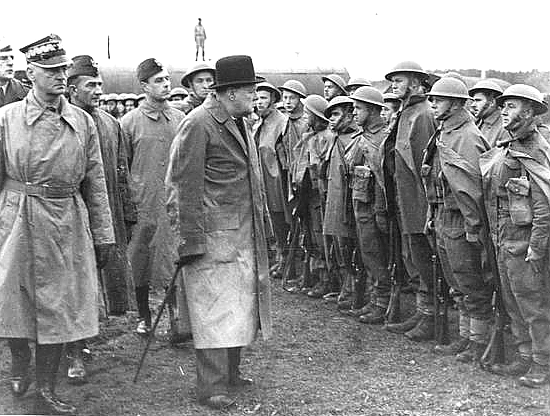
Winston Churchill wizytuje w towarzystwie Władysława Sikorskiego jednostkę Polskich Sił Zbrojnych na Zachodzie

W Paryżu dołączył do Władysława Raczkiewicza i Stanisława Mikołajczyka. Ten pierwszy został wyznaczony na mocy art. 13 konstytucji kwietniowej przez Ignacego Mościckiego na prezydenta RP. Sam Mościcki ustąpił z tego stanowiska. Raczkiewicz powierzył misję tworzenia rządu Augustowi Zaleskiemu, byłemu ministrowi spraw zagranicznych w sanacyjnych rządach. Jednak jego pozycja była bardzo słaba – klęska wrześniowa podkopała autorytet tego obozu. Dodatkowo większość znanych przywódców sanacyjnych znajdowała się w Rumunii lub na Węgrzech. We Francji natomiast bardzo silna była opozycja wobec tego obozu, której liderem był Władysław Sikorski. Generał postrzegany był jako frankofil i polityk mający bardzo dobre kontakty z władzami francuskimi. 30 września 1939 mianowany został przez prezydenta Raczkiewicza nowym premierem rządu Rzeczypospolitej. Jednocześnie przedstawiciele opozycji zawarli z politykami sanacyjnymi przebywającymi we Francji tzw. umowę paryską, zgodnie z którą ustalono, iż swoje konstytucyjne prerogatywy prezydent będzie wykonywał w porozumieniu z premierem.
Początkowo w gabinecie Sikorskiego panowała równowaga między politykami związanymi z międzywojennym Frontem Morges, a przedstawicielami sanacji: Władysław Sikorski – premier i minister spraw wojskowych, Stanisław Stroński – wicepremier i minister informacji, August Zaleski – minister spraw zagranicznych oraz Adam Koc – minister skarbu. W ciągu kilku następnych dni proporcje zmieniły się na korzyść tych pierwszych – do rządu weszli Józef Haller (Stronnictwo Pracy, minister bez teki), Jan Stańczyk (PPS, opieka społeczna), Marian Seyda (Stronnictwo Narodowe, minister bez teki) i Aleksander Ładoś (minister bez teki). Resort skarbu objął Henryk Strasburger, a Koc został w tym resorcie wiceministrem.
W połowie października do Paryża przybył generał Kazimierz Sosnkowski, który został wyznaczony przez Raczkiewicza na następcę prezydenta w przypadku opróżnienia urzędu. Wszedł też w skład rządu jako minister bez teki. Zwolennicy sanacji pragnęli, aby został on również mianowany Naczelnym Wodzem Polskich Sił Zbrojnych. Obóz zwolenników Sikorskiego nie dopuścił jednak do tego i 7 listopada 1939 Sikorski został mianowany przez prezydenta RP Naczelnym Wodzem i Generalnym Inspektorem Sił Zbrojnych (stanowisko to wakowało po internowanym w Rumunii Edwardzie Rydzu-Śmigłym). Rząd Sikorskiego został natychmiast uznany przez Francję i Wielką Brytanię za legalne i suwerenne przedstawicielstwo państwa polskiego. USA uznały ten fakt 2 października 1939. Tymczasem do gabinetu wszedł bliski przyjaciel generała, Stanisław Kot, obejmując resort spraw wewnętrznych. Wzmocniło to pozycję premiera.
18 grudnia 1939 rząd Sikorskiego wydał deklarację, której treścią były założenia gabinetu w kwestiach polityki zagranicznej. Deklarował on udział w wojnie w celu wyzwolenia kraju spod okupacji niemieckiej i zapewnienie państwu granic gwarantujących pełnię bezpieczeństwa. Za głównego wroga uznawano Niemcy hitlerowskie, ale zapowiadano także walkę o rewindykację ziem państwa polskiego zagarniętych przez ZSRR.
W tym czasie Władysław Sikorski skupił się na tworzeniu armii polskiej we Francji – 4 stycznia 1940 zawarto z rządem francuskim umowę wojskową i porozumienie dotyczące lotnictwa. W 1940 Samodzielna Brygada Strzelców Podhalańskich wzięła udział w bitwie o Narwik, a dwie polskie dywizje brały udział w obronie Francji przed Niemcami, podczas gdy brygada zmotoryzowana i dwie dywizje piechoty były w trakcie tworzenia. W Syrii powstawała Brygada Strzelców Karpackich, do której napływali Polacy, którym udało się opuścić Rumunię. Siły powietrzne RP we Francji składały się z 86 samolotów wchodzących w skład czterech szwadronów, z czego półtora szwadronu gotowe było do walki, reszta znajdowała się w różnym stadium formowania. W tym czasie Polska pozostawała trzecim najsilniejszym aliantem, mając ponad 84 tys. żołnierzy w samej Francji. Przez czas pełnienia swoich obowiązków jako szef rządu na uchodźstwie, Sikorski był niezwykle popularny w okupowanej ojczyźnie, personifikując nadzieje i marzenia milionów Polaków. Wyrażeniem tego było popularne powiedzenie: „Gdy słoneczko wyżej, to Sikorski bliżej”.
Po ataku Niemiec na Francję i pokonaniu przez nich wojsk francuskich, Władysław Sikorski nie zgodził się na propozycję marszałka Philippe Pétaina, który postulował bezwarunkową kapitulację. Poufne informacje o rozmowach francusko–niemieckich na temat poddania się trafiły do rządu polskiego 13 czerwca. 17 czerwca gabinet otrzymał oficjalną informację o zawieszeniu broni. Uwalniało to oficjalnie Polskie Siły Zbrojne od obowiązku współpracy z Francją. Klęska tego kraju była dla Sikorskiego ogromnym zawodem i rozczarowaniem. Do końca wierzył w jej potęgę militarną oraz wolę walki francuskiego społeczeństwa. Po upadku Francji, wewnątrz rządu polskiego na uchodźstwie pojawiły się głosy o konieczności rozwiązania gabinetu Sikorskiego. Dzięki energicznej postawie Sikorskiego i pomocy brytyjskiej nie doszło do tego.
19 czerwca 1940 spotkał się z premierem Winstonem Churchillem i obiecał mu, że polskie oddziały będą walczyć razem z brytyjskimi aż do zwycięstwa. 5 sierpnia 1940 podpisał umowę w sprawie odbudowy polskiej armii i rządu polskiego na wychodźstwie w Wielkiej Brytanii. W wyniku ewakuowania polskich żołnierzy na Wyspy, a rządu do Londynu, w tych strukturach powstały zalążki armii, floty wojennej i handlowej oraz lotnictwa. Po utworzeniu kolaboranckiego państwa Vichy i rozłamu we francuskich siłach zbrojnych, armia polska w Wielkiej Brytanii i na Bliskim Wschodzie stała się na pewien czas drugą co do wielkości aliancką siłą zbrojną.
Proces ewakuacji polskich oddziałów na Wyspy Brytyjskie i związane z tym problemy wpłynęły na wykształcenie się wielu nieporozumień osobistych pomiędzy politykami emigracyjnymi, które z kolei doprowadziły do kryzysu w rządzie na uchodźstwie. 18 lipca prezydent Raczkiewicz przesłał Sikorskiemu pismo, w którym odwołał go ze stanowiska premiera. Generał nie przyjął go, ale prezydent na szefa rządu desygnował Zaleskiego. Głównym powodem zdymisjonowania Sikorskiego był jego stosunek do ZSRR. Uważał on, że trzeba poszukiwać porozumienia ze Związkiem Sowieckim. 19 czerwca Sikorski złożył rządowi brytyjskiemu memoriał, w którym przewidywał utworzenie 300-tysięcznej armii złożonej z Polaków przebywających w ZSRR. Dokument ten nie był konsultowany ani z prezydentem, ani z resztą gabinetu. Tymczasem zarówno Raczkiewicz, jak i Zaleski twierdzili, że Polska jest w stanie wojny zarówno z Niemcami, jak i ze Związkiem Sowieckim.
Przeciwko dymisji Sikorskiego opowiedziała się grupa oficerów związana z Wodzem Naczelnym, jak również Rada Narodowa. 20 lipca Władysław Raczkiewicz zmuszony był wycofać swą decyzję. Generał Sikorski zatrzymał stanowisko szefa rządu, ale pod warunkiem rezygnacji z planów rozpoczęcia rokowań z ZSRR. Dzięki temu zwiększyły się wpływy obozu sanacyjnego na politykę zagraniczną rządu RP na uchodźstwie.
W 1942, w czasie lotu samolotu z generałem nad Atlantykiem, ppłk Bohdan Kleczyński udaremnił próbę zamachu, w porę wykrywając i rozbrajając świecę dymną wielkiej mocy, co groziło unicestwieniem maszyny.
24 grudnia 1940 prezydent RP Władysław Raczkiewicz mianował Sikorskiego generałem broni.

### Układ Sikorski–Majski

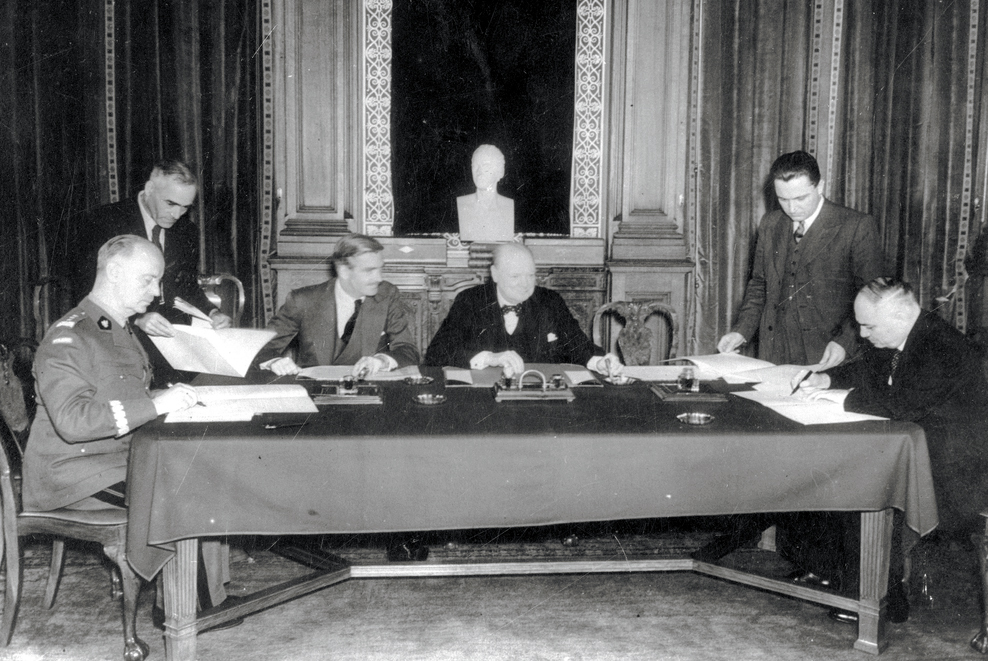
Podpisanie układu, Londyn 30 lipca 1941. Od lewej: Sikorski, Eden, Churchill i Majski

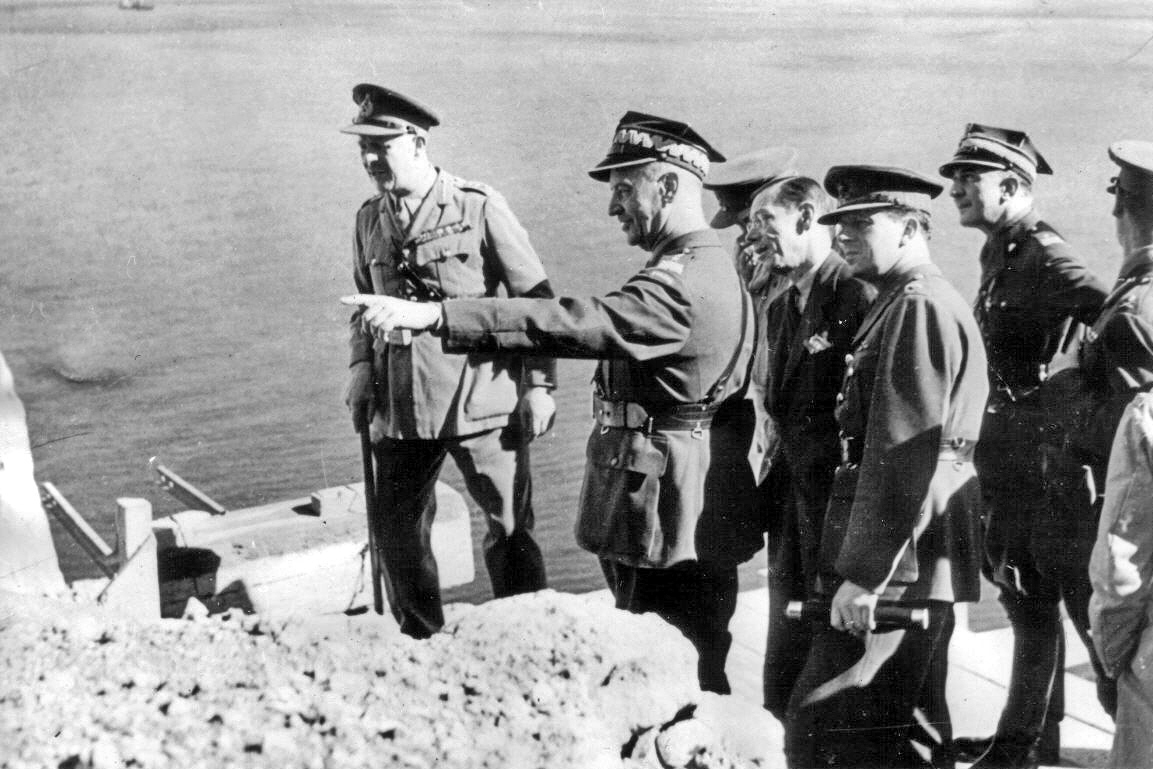
Władysław Sikorski na Gibraltarze 2 listopada 1941 w trakcie podróży do Kairu (i oczekiwaniu na zgodę na wizytę w ZSRR). Od lewej: gubernator Gibraltaru gen. John Vereker (6. wicehrabia Gort) (lord Gort), Władysław Sikorski, Józef Retinger, płk Victor Cazalet i gen. Tadeusz Klimecki

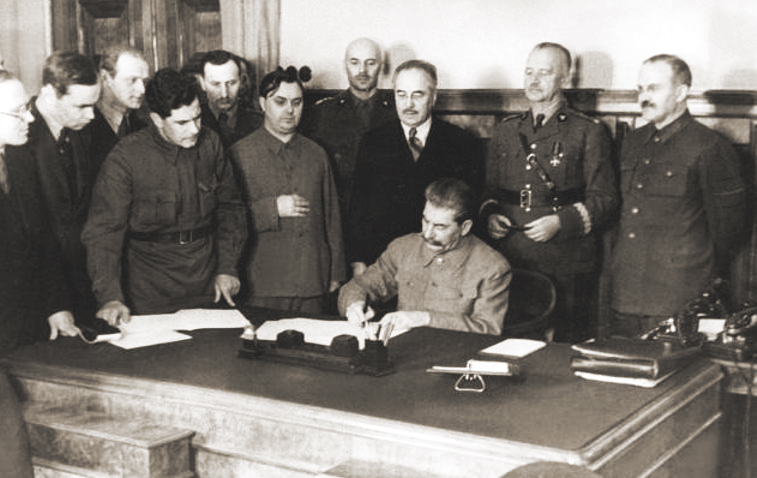
Podpisanie polsko–sowieckiej deklaracji politycznej 4 grudnia 1941. Podpisuje Józef Stalin. Widoczni od lewej: Gieorgij Malenkow, Władysław Anders, Stanisław Kot, Władysław Sikorski, Wiaczesław Mołotow

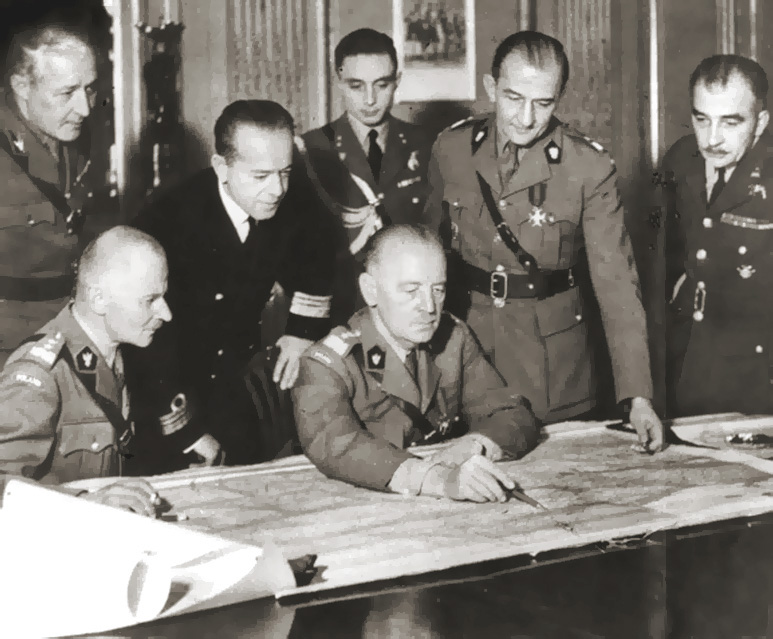
Generałowie: Marian Kukiel, Władysław Sikorski, Tadeusz Klimecki i Stanisław Ujejski 1942

Po ataku Niemiec na ZSRR (operacja Barbarossa) w czerwcu 1941, Sikorski był jednym z pierwszych polityków, którzy spostrzegli diametralną zmianę sytuacji. Pomimo tego, w dzień po tym ataku, w przemówieniu radiowym z 23 czerwca 1941 generał przekazał warunki, na jakich rząd polski nawiąże stosunki dyplomatyczne z ZSRR. Sikorski chciał przywrócenia stosunków polsko–sowieckich do stanu sprzed agresji ZSRR na Polskę 17 września 1939, w tym potwierdzenia granicy państwowej ustalonej w traktacie ryskim z 1921. Ponadto chciał dla niej gwarancji Wielkiej Brytanii i USA. Podkreślał także konieczność poprawy sytuacji ludności polskiej, która znalazła się na terenach okupowanych przez ZSRR po 17 września 1939. Tymczasem ZSRR kwestionował zasadę przywrócenia status quo ante i twierdził, że zmiany graniczne nastąpiły za zgodą ludności wyrażoną w pseudowyborach do tzw. Zgromadzeń Ludowych Zachodniej Ukrainy i Zachodniej Białorusi w październiku 1939.
Winstonowi Churchillowi zależało na szybkim zawarciu porozumienia ze Stalinem. Wywierał więc w tej sprawie naciski na polskiego premiera. Wstępne rozmowy w tej sprawie zaczęły się 5 lipca 1941. Oprócz Sikorskiego i ambasadora ZSRR w Londynie Iwana Majskiego, brał w nich udział także przedstawiciel rządu brytyjskiego Alexander Cadogan, a później minister Anthony Eden. Majski był świadomy swojej mocnej pozycji w tych rokowaniach. Zdawał sobie sprawę z tego, że Churchillowi bardziej zależy na wciągnięciu Stalina do sojuszu, niż zagwarantowaniu Polsce korzystnej sytuacji po zakończeniu wojny. Z tego względu zajął nieugięte stanowisko, a Sikorski był poddany naciskom brytyjskim w kierunku zawarcia porozumienia. Ostatecznie w artykule 1 układu Rząd ZSRR uznał, że traktaty sowiecko–niemieckie z 1939 roku tracą moc, zaś Rząd RP stwierdzał, że nie jest związany żadnym układem skierowanym przeciw ZSRR. W protokole dodatkowym rząd ZSRR zagwarantował „amnestię” dla obywateli polskich: więźniów politycznych i zesłańców pozbawionych wolności na terenie ZSRR w więzieniach i obozach Gułagu, a także jeńców. Treść układu Sikorski interpretował jako możliwość uznania przez ZSRR po zakończeniu wojny przedwojennych granic Polski.
Rokowania prowadzone z ZSRR spowodowały skonsolidowanie się opozycji wobec poczynań Władysława Sikorskiego. Przewodził jej generał Kazimierz Sosnkowski, minister bez teki w rządzie na uchodźstwie. Burzliwy przebieg miały dwa posiedzenia Rady Narodowej – 15 i 21 lipca, podczas których z ostrą krytyką wobec Sikorskiego wystąpił minister spraw zagranicznych August Zaleski. 25 lipca rząd opuściło trzech jego dotychczasowych członków: Zaleski, Sosnkowski i Marian Seyda (minister sprawiedliwości). Grupa ta była zdania, iż z podpisaniem ewentualnego układu ze Stalinem należy się wstrzymać do czasu, aż sytuacja militarna ZSRR w wojnie z Niemcami będzie na tyle zła, że ZSRR będzie zmuszony do ustępstw. Podobnego zdania był prezydent Raczkiewicz, który 29 lipca odmówił premierowi udzielenia pełnomocnictw niezbędnych dla zawarcia układu. Generał Sikorski był jednak zdania, że wszelka zwłoka wpłynie niekorzystnie na międzynarodową pozycję rządu polskiego. Ponadto sądził, że nie można pozwolić na dłuższe niż to konieczne pozostawanie ludności polskiej pod sowiecką jurysdykcją. Z tego względu zdecydował się na zawarcie porozumienia na własną odpowiedzialność, bez prezydenckich pełnomocnictw.
30 lipca 1941 podpisał układ z reprezentującym ZSRR ambasadorem Iwanem Majskim. Podczas uroczystości zawarcia porozumienia obecni byli również Churchill i Eden. Do umowy dołączono także tajny protokół, w którym stwierdzano, iż istnieje możliwość prowadzenia dalszych rozmów w kwestiach, które nie zostały poruszone w treści dokumentu. Porozumienie Sikorski–Majski zostało skrytykowane przez niechętną Sikorskiemu opozycję. Szczególnie zwrócono uwagę na określenie „amnestia”, sugerujące fakt, iż Polacy znajdujący się na ziemiach okupowanych przez ZSRR podlegają prawu tego państwa, a więc znajdują się na terytorium należącym do ZSRR. Słowo to sugerowało również, że obywatele polscy popełnili jakieś przestępstwa. Układ Sikorski–Majski nie był ratyfikowany i nie był w konsekwencji umową międzypaństwową, lecz rodzajem protokołu.

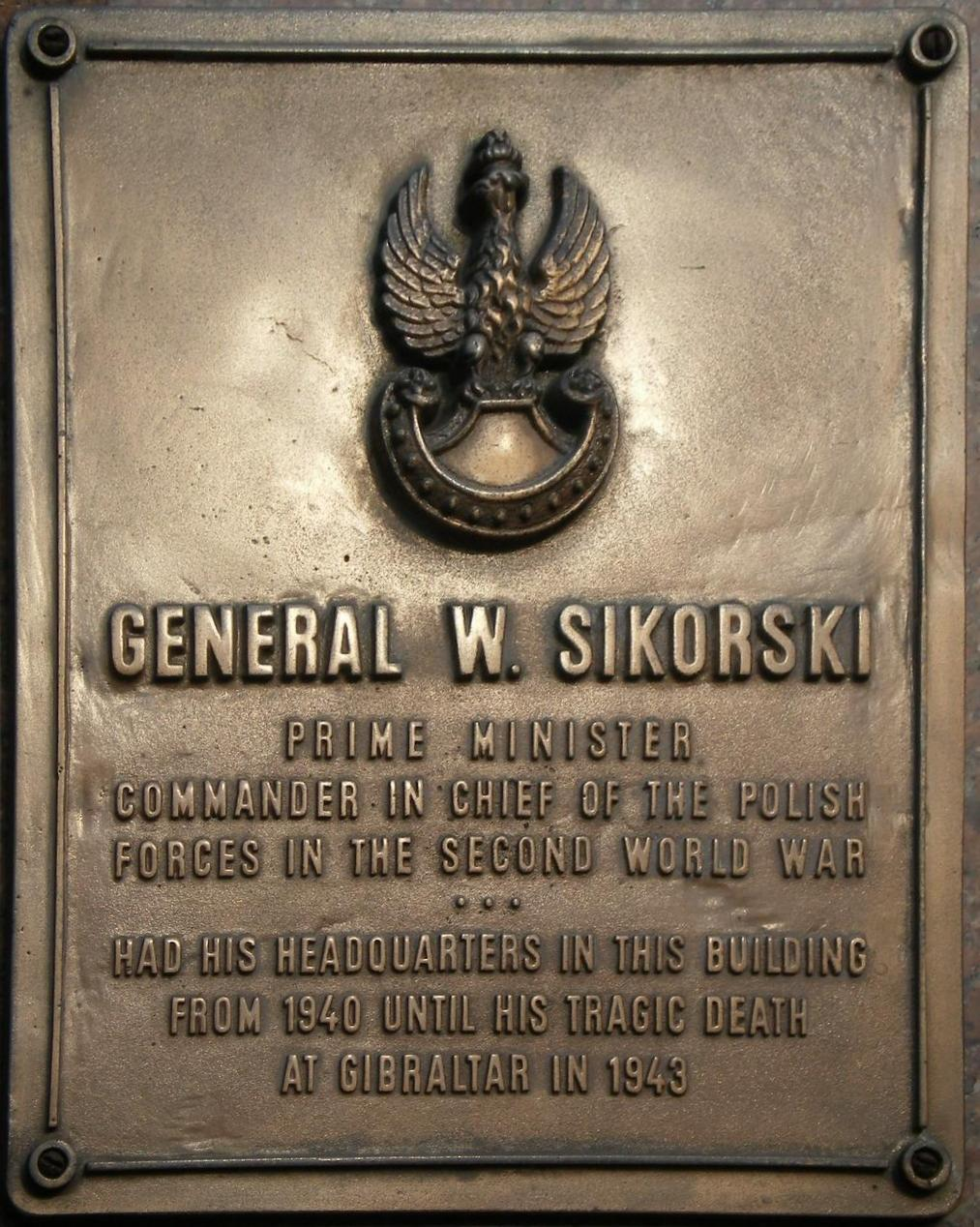
Tablica na hotelu Rubens w Londynie

W konsekwencji układu władze sowieckie ogłosiły amnestię dla Polaków osadzonych w obozach Gułag-u na Dalekiej Północy i deportowanych w głąb ZSRR w latach 1939–1941 oraz na utworzenie Armii Polskiej w ZSRR pod dowództwem gen. Władysława Andersa. Dzięki temu później – po ewakuacji wojska i znacznej ilości ludności cywilnej na Bliski Wschód – udało się opuścić terytorium ZSRR ok. 115 tys. ludzi.
Zawarcie układu Sikorski–Majski bez upoważnienia prezydenta RP wywołało poważny kryzys w rządzie polskim na uchodźstwie. 27 lipca ze stanowiska ustąpił minister spraw zagranicznych August Zaleski. Nieco później z rządu wyszli także Seyda i Sosnkowski. Nad rezygnacją zastanawiał się również prezydent Raczkiewicz, ale ostatecznie pozostał i 22 sierpnia zdecydował się na podpisanie dekretów zwalniających wyżej wymienionych ministrów. Na ich miejsce do gabinetu weszli: Edward Raczyński (objął stanowisko 3 września, jako kierownik resortu spraw zagranicznych), Herman Lieberman (PPS, minister sprawiedliwości, Lieberman zmarł 21 października, zastąpił go Wacław Komarnicki) i Karol Popiel (Stronnictwo Pracy, minister bez teki).
30 listopada 1941 Sikorski przyleciał do Kujbyszewa, gdzie wizytował tworzące się polskie oddziały. Następnie w dniach 3–4 grudnia spotkał się ze Stalinem. Zaproponował mu wyprowadzenie armii polskiej do Iranu, na co nie uzyskał zgody. Ustalono natomiast, że będzie się ona składać z 6 dywizji liczących ok. 96 tys. żołnierzy oraz z formacji pomocniczych w skład których wejdzie dalsze ok. 30 tys. osób. Stalin zgodził się również na ewakuację z ZSRR 25 tys. żołnierzy. Efektem rozmów było także podpisanie 4 grudnia wspólnej deklaracji politycznej Sikorski-Stalin. Sikorski uważał wówczas, że „z ZSRR należy zawrzeć długotrwały sojusz na bazie antyniemieckiej i na zawsze skończyć z przedwojenną sanacyjną polityką lawirowania między dwoma wrogami i awanturami w stosunku do ZSRR w rodzaju marszu na Kijów w 1920 r... budować drogę ku przyszłości, prostować relacje między nami”.
Wkrótce okazało się, że ZSRR wciąż planuje przejęcie kontroli nad ziemiami polskimi po zakończeniu wojny. ZSRR rozpoczął dyplomatyczną ofensywę po pierwszym znaczącym sukcesie militarnym, jakim było zatrzymanie ofensywy Wehrmachtu na Moskwę. Już w styczniu 1942 Sowieci ujawnili swoje pretensje do Lwowa. 26 stycznia brytyjski dyplomata Stafford Cripps przekazał Sikorskiemu, że dowiedział się w Moskwie, iż Stalin planuje przekazać Polsce Prusy Wschodnie oraz przesunąć polską granicę wschodnią do tzw. linii Curzona. Sikorski ostro sprzeciwiał się jakimkolwiek zmianom granic państwa polskiego w czasie wojny. Jego zdaniem postanowienia Karty Atlantyckiej i traktatu ryskiego gwarantowały Polsce nienaruszalność jej granic. Jego nieugięta postawa wkrótce wpłynęła na pogorszenie nie tylko relacji polsko–sowieckich, ale i sytuacji całego sojuszu brytyjsko–amerykańsko–sowieckiego. Rooseveltowi i Churchillowi zależało bowiem na jak najlepszej współpracy z ZSRR. Postawa polskiego premiera wywoływała u nich zniecierpliwienie. Tymczasem gen. Władysławowi Andersowi udało się doprowadzić do udzielenia poparcia przez mocarstwa zachodnie dla planu ewakuacji Polskich Sił Zbrojnych w ZSRR do Iranu, przy pozostawieniu ośrodków rekrutacyjnych Wojska Polskiego w ZSRR. Nastąpiło to w kwietniu i sierpniu 1942, podczas natarcia niemieckiego na Kaukaz i Stalingrad.

## Sprawa katyńska

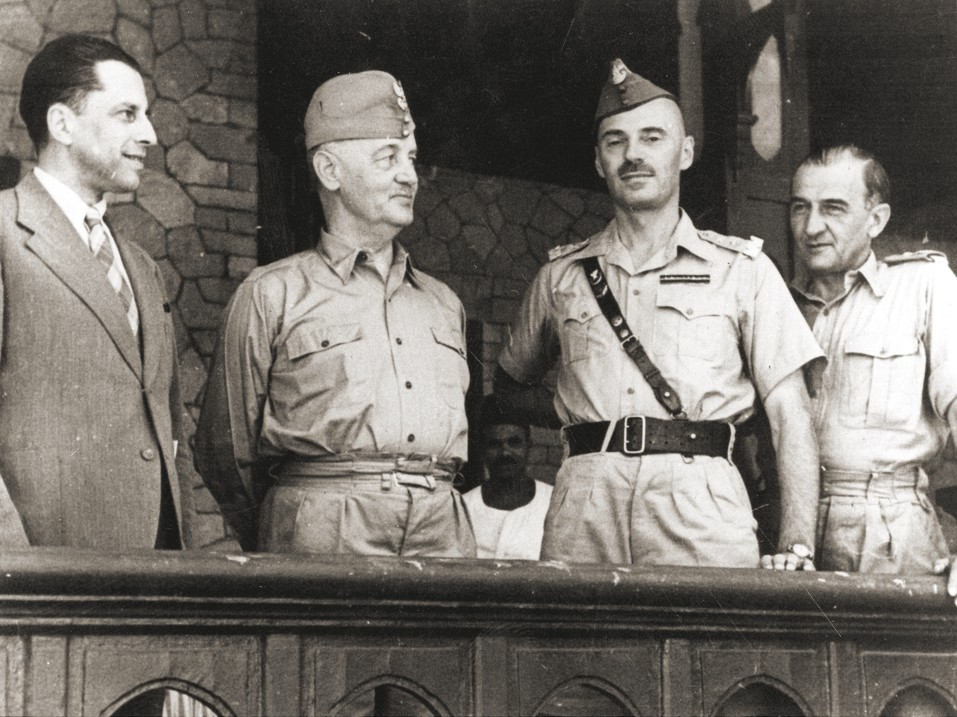
Tadeusz Romer, Władysław Sikorski, Władysław Anders i Tadeusz Klimecki podczas podróży inspekcyjnej Naczelnego Wodza na Bliskim Wschodzie (1943)

W 1943 napięte stosunki pomiędzy rządem polskim na uchodźstwie i ZSRR zostały wystawione na ciężką próbę. 13 kwietnia Niemcy obwieścili o odkryciu ciał 4 tys. polskich oficerów zamordowanych przez NKWD i pochowanych w zbiorowych mogiłach w katyńskim lesie niedaleko Smoleńska. W odpowiedzi na komunikat Radia Berlin radio moskiewskie 15 kwietnia 1943 nadało komunikat Sowinformbiuro (Sowieckie Biuro Informacyjne), który 16 kwietnia 1943 roku opublikowano również w gazecie „Prawda”. Komunikat oskarżał o zbrodnię Niemców i stwierdzał, że polscy jeńcy wojenni pracowali w 1941 na robotach budowlanych na zachód od Smoleńska i latem 1941 roku wpadli w ręce wojsk niemieckich. Propaganda nazistowska kierowana przez Józefa Goebbelsa wykorzystywała sprawę katyńską do skłócenia Polski, aliantów i ZSRR.
ZSRR odmawiał oficjalnego przyjęcia odpowiedzialności za zbrodnię aż do 1990, obarczając nią Niemców. 13 kwietnia 1990 prezydent ZSRR Michaił Gorbaczow przekazał część dokumentów dotyczących zbrodni prezydentowi RP Wojciechowi Jaruzelskiemu, po raz pierwszy oficjalnie przyznając, że dokonał jej NKWD. 14 października 1992, już po rozpadzie ZSRR, na polecenie prezydenta Federacji Rosyjskiej Borysa Jelcyna naczelny archiwista państwowy Rosji Rudolf Pichoja przekazał prezydentowi RP Lechowi Wałęsie uwierzytelnione kopie dokumentów z teczki specjalnej nr 1, w tym kopie uchwały Biura Politycznego KC WKP(b) z 5 marca 1940 roku i notatki Szelepina z 3 marca 1959.
Gdy 16 kwietnia Władysław Sikorski odmówił uznania powyższej oficjalnej sowieckiej interpretacji zbrodni katyńskiej i zażądał śledztwa Międzynarodowego Czerwonego Krzyża w tej sprawie, został oskarżony przez ZSRR o współpracę z III Rzeszą. 26 kwietnia 1943 ZSRR zerwał stosunki dyplomatyczne z rządem polskim na uchodźstwie. Stalin w korespondencji z Churchillem nie wykluczał wznowienia stosunków warunkując to zmianami personalnymi w składzie rządu polskiego. W odpowiedzi Churchill pisał 12 maja, „że można ulepszyć skład rządu polskiego, chociaż byłoby bardzo trudno znaleźć lepsze kandydatury. Podobnie jak Pan myślę, że Sikorskiego i niektórych innych w każdym razie powinno się zatrzymać”. Jednocześnie Stalin powołał Związek Patriotów Polskich z Wandą Wasilewską na czele i rozpoczął organizację 1 Dywizji Piechoty im. Tadeusza Kościuszki pod nominalnym dowództwem ppłk. Zygmunta Berlinga (któremu Stalin nadał stopień generała brygady), faktycznie podporządkowanej politycznie Stalinowi. Posunięcia te były politycznie skierowane przeciw Rządowi RP na uchodźstwie i miały stanowić podstawę dla tworzenia podporządkowanego ZSRR ośrodka władzy w Polsce. W czerwcu 1943 Wódz Naczelny i premier RP gen. Władysław Sikorski uznał wojsko Berlinga za „polską dywizję komunistyczną, o charakterze dywersyjnym”, samego jego twórcę za „zdrajcę, który zdezerterował z Wojska Polskiego”.
Sikorski wydał jednak zgodę na rozmowy swoich przedstawicieli w Polsce i dowództwa Armii Krajowej z działaczami Polskiej Partii Robotniczej. Komuniści zamierzali powierzyć Sikorskiemu stanowisko premiera w rządzie wyzwolonej przez Armię Czerwoną Polski. W czasie inspekcji polskich oddziałów w Afryce Północnej, według Ksawerego Pruszyńskiego 2 lipca 1943 w Kairze Sikorski mówił o konieczności pogodzenia się ze zmianą wschodniej granicy Polski i dokonania konstruktywnego zwrotu w stosunkach polsko-radzieckich.

## Śmierć w Gibraltarze

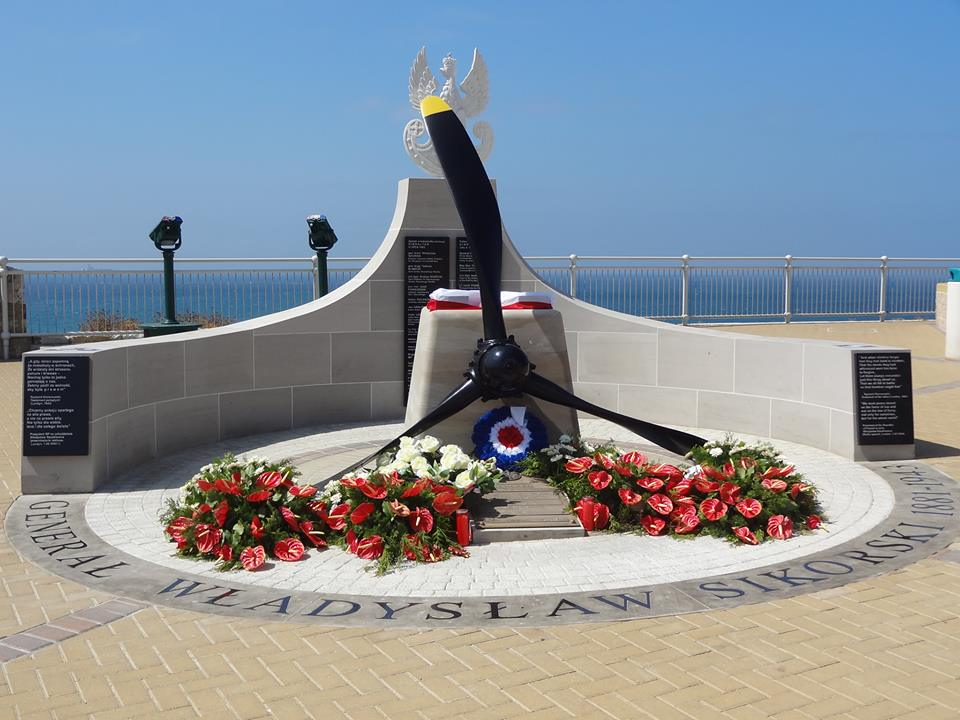
Pomnik Władysława Sikorskiego w Gibraltarze

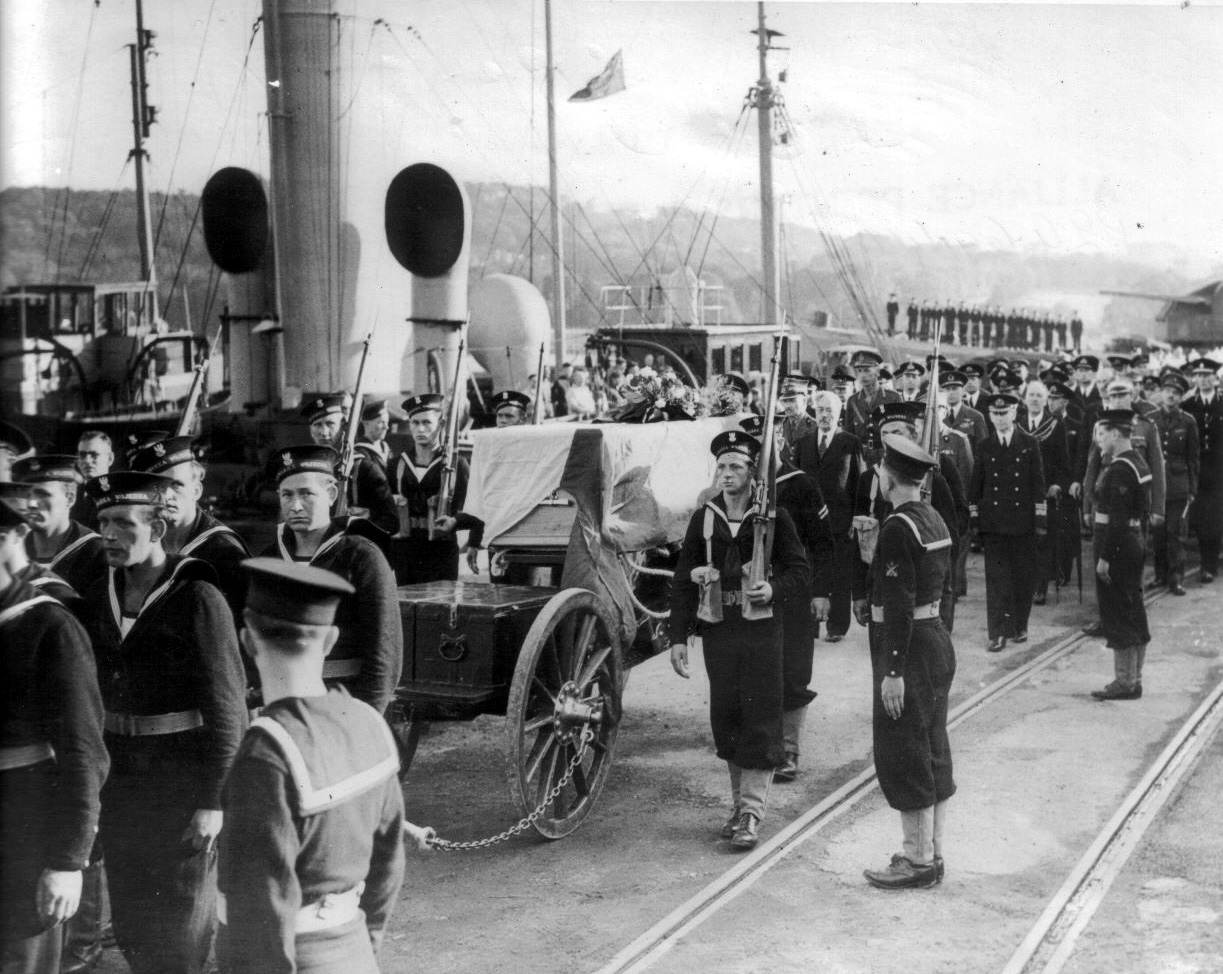
Plymouth, kondukt pogrzebowy gen. Sikorskiego

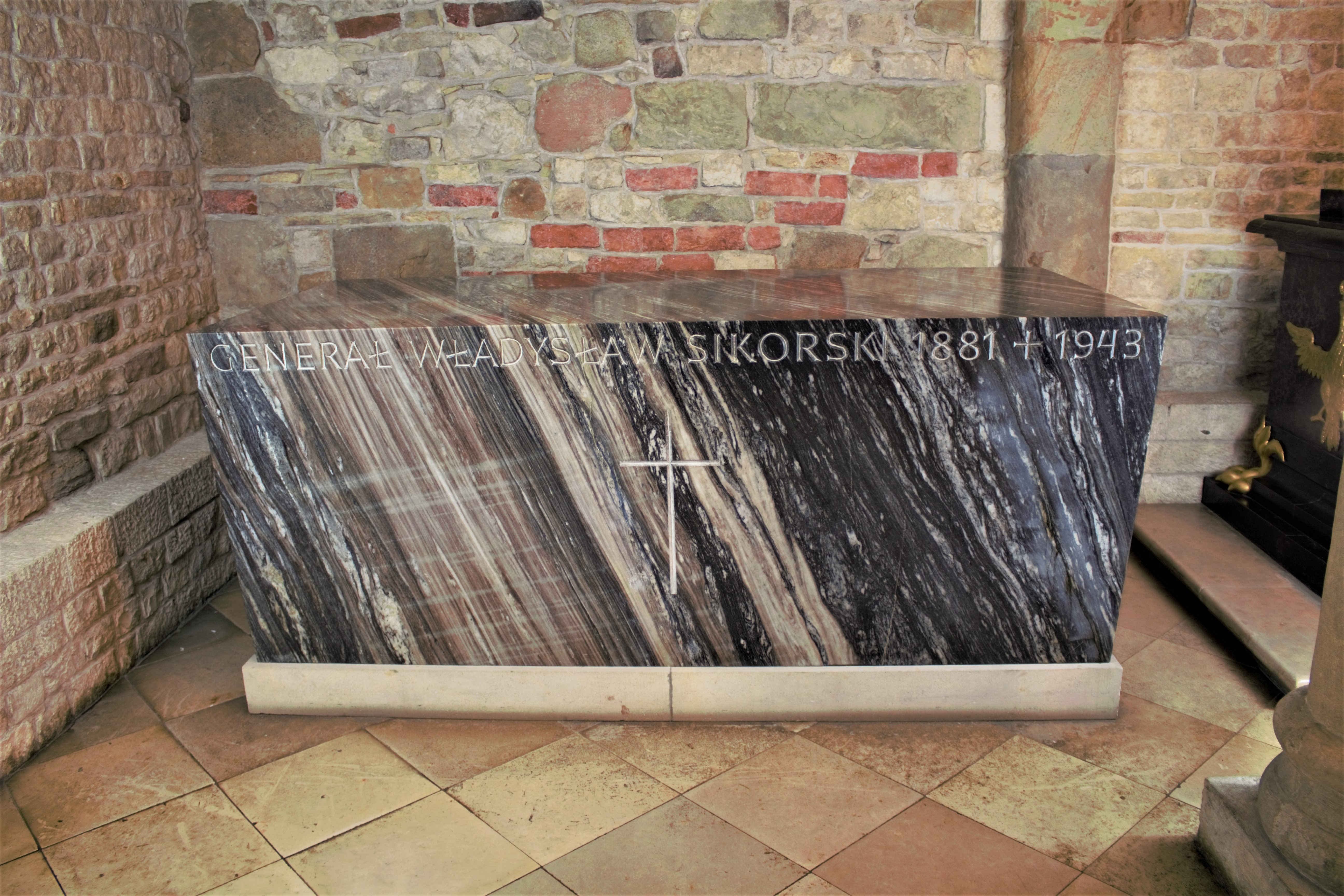
Sarkofag Władysława Sikorskiego na Wawelu

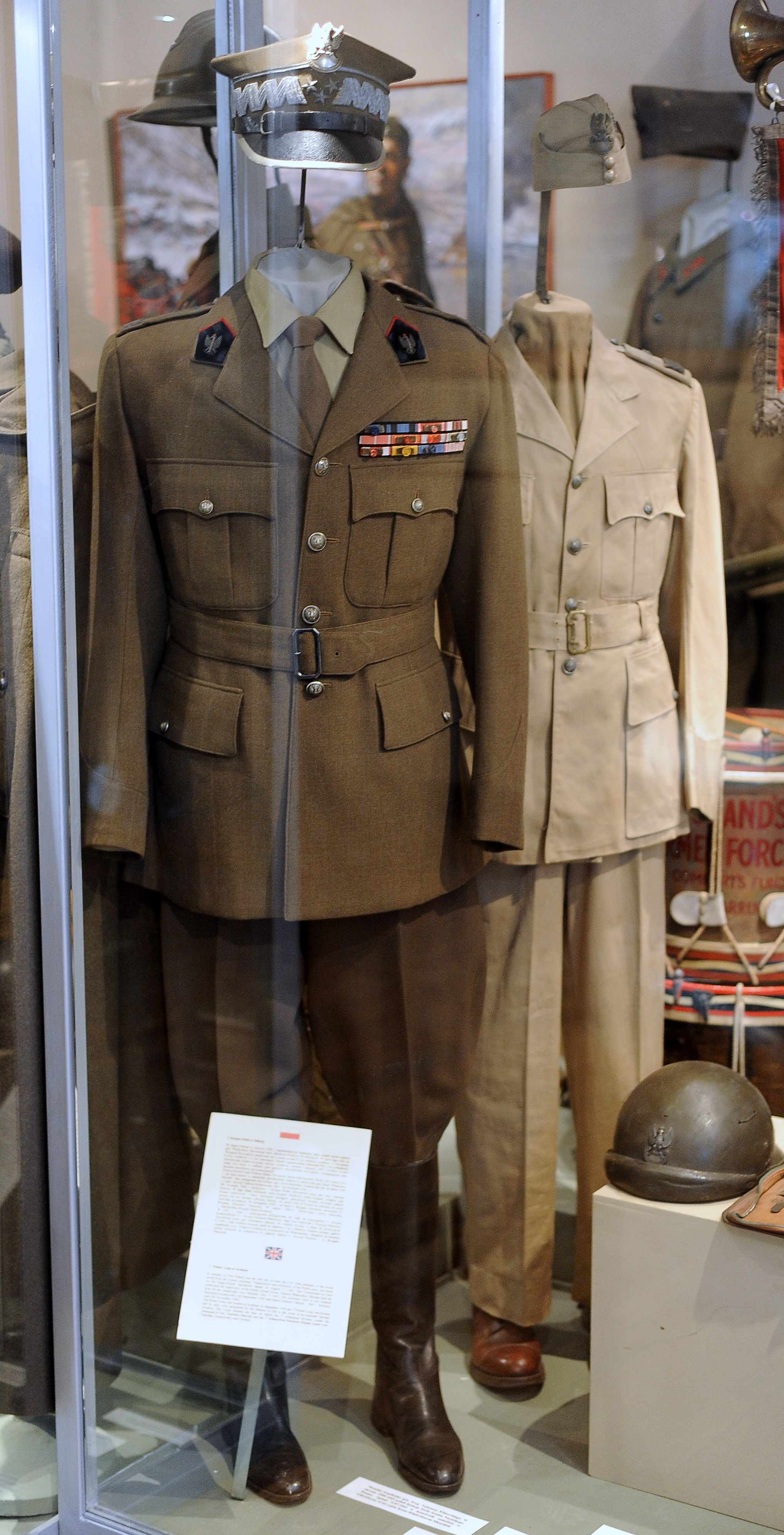
Mundur Naczelnego Wodza generała broni Władysława Sikorskiego (ze zbiorów Muzeum Wojska Polskiego w Warszawie)

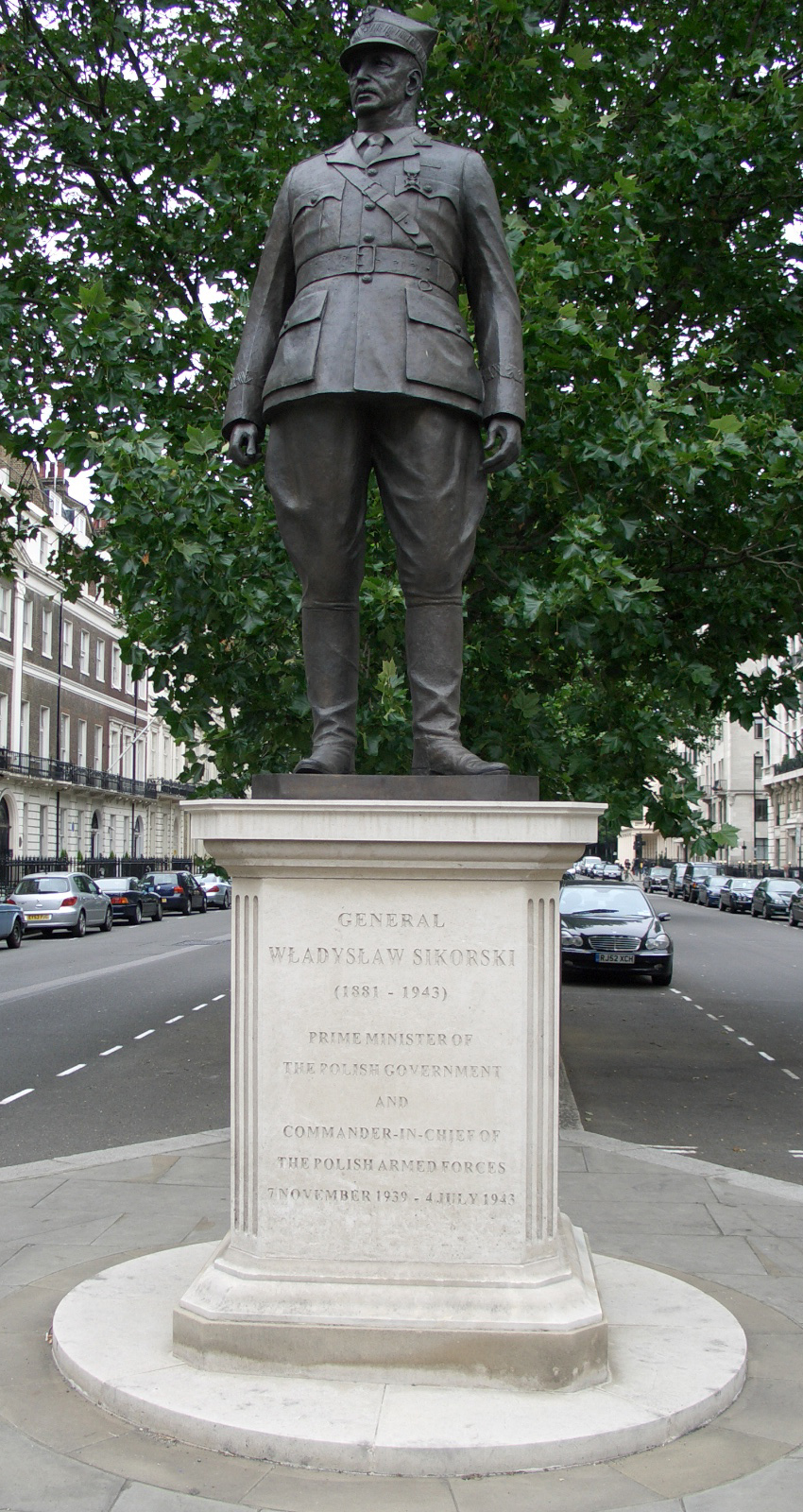
Pomnik Władysława Sikorskiego w Londynie

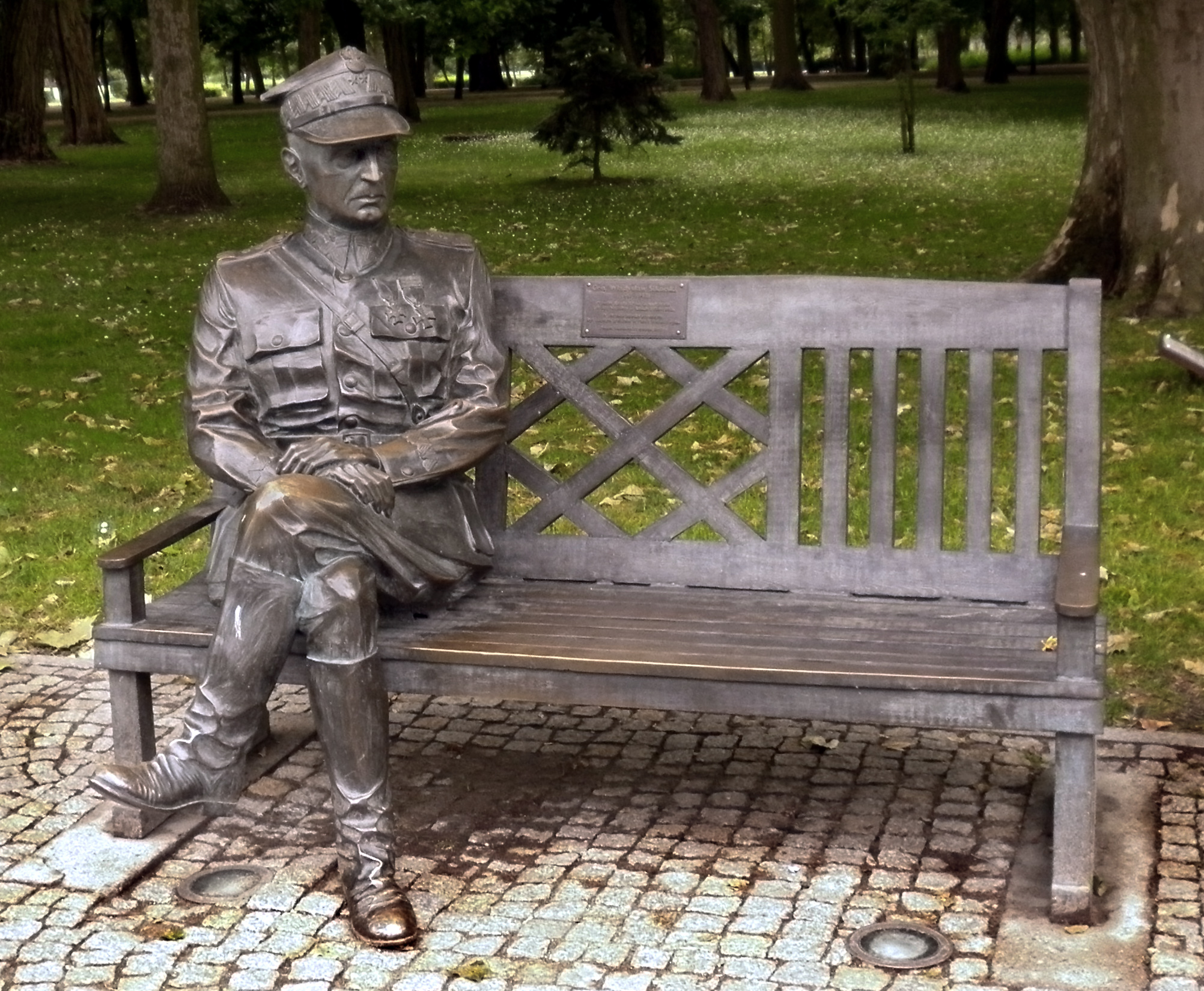
Ławka Sikorskiego w Inowrocławiu

Sikorski zginął w Gibraltarze 4 lipca 1943 podczas powrotu z inspekcji sił Armii Polskiej na Bliskim Wschodzie. Jeszcze przed podróżą, 11 maja, dwaj członkowie rządu Wacław Komarnicki i Marian Seyda zwracają się listownie do Sikorskiego by nie leciał na Bliski Wschód, ponieważ nastroje wśród żołnierzy „podniecone zbrodniczą agitacją niektórych żywiołów (...) czynią tę podróż niebezpieczną dla Pana Generała”. Sikorski odpowiada „Względy na bezpieczeństwo osobiste nie mogą wchodzić w grę”. Razem z Generałem Sikorskim w katastrofie samolotu Liberator II AL523, który spadł do morza o godzinie 23:07, 16 sekund po wystartowaniu, zginęli jego córka Zofia (według wersji oficjalnej) i szef sztabu Naczelnego Wodza, Tadeusz Klimecki oraz siedem innych osób. Ciał córki i trzech innych osób mających znajdować się na pokładzie nigdy nie odnaleziono.

## Po śmierci
Zwłoki generała zostały przetransportowane 10 lipca 1943 do Plymouth w Anglii na pokładzie niszczyciela ORP „Orkan”, a po uroczystościach pogrzebowych w Londynie Sikorski został pochowany na cmentarzu w Newark.
Minister w rządzie Sikorskiego Jan Kwapiński wspominał: „Śmierć gen. Sikorskiego wywołała wielkie poruszenie w kołach tzw. opozycji. Niestety nie brakowało i takich, którzy manifestowali swoje zadowolenie”.
Po ekshumacji w 1993 jego szczątki przewieziono do Warszawy, a następnie 17 września 1993 złożono je w krypcie na Wawelu w asyście kompanii i orkiestry reprezentacyjnej Wojska Polskiego. Kondukt prowadzili prymas Polski kard. Józef Glemp i kard. Franciszek Macharski. W uroczystości udział wzięli: prezydent Lech Wałęsa, premier Hanna Suchocka, książę Edynburga Filip, marszałek Sejmu Wiesław Chrzanowski oraz prezydent Rzeczypospolitej na Uchodźstwie Ryszard Kaczorowski.
Niektórzy publicyści sugerują, że w rzeczywistości do katastrofy nie doszło, a samolot wodował zaraz po starcie, natomiast gen. Sikorski w rzeczywistości został wcześniej zamordowany wraz z płk. Andrzejem Mareckim, gen. Tadeuszem Klimeckim oraz ppor. Józefem Ponikiewskim, a sama katastrofa lotnicza była mistyfikacją.
Prezydent RP Lech Kaczyński i premier Donald Tusk poparli postulat ekshumacji zwłok generała i ponownego śledztwa zmierzającego do wyjaśnienia okoliczności śmierci.
W ramach rozpoczętego w 2008 śledztwa Instytutu Pamięci Narodowej, 25 i 26 listopada 2008 dokonano ekshumacji, a następnie badań i oględzin zwłok Sikorskiego, w tym ich otwarcia w Zakładzie Medycyny Sądowej Collegium Medicum UJ. Zwłoki generała owinięte dotąd jedynie w żołnierski koc okryto generalskim mundurem uszytym specjalnie na tę okazję w Poznaniu.
Ponowny pochówek Sikorskiego odbył się 26 listopada 2008 w katedrze wawelskiej. Wzięli w nim udział m.in. ks. kard. Stanisław Dziwisz, minister obrony narodowej Bogdan Klich oraz liczne grono weteranów PSZ na Zachodzie.
Pod koniec stycznia 2009 ogłoszony został raport z przeprowadzonej sekcji szczątków generała. Wykluczono w nim hipotezy o wcześniejszym zastrzeleniu, uduszeniu lub otruciu generała i stwierdzono, że śmierć Władysława Sikorskiego nastąpiła wskutek obrażeń wielonarządowych, typowych dla ofiar wypadków komunikacyjnych lub upadku z wysokości, a zatem najwcześniej w chwili uderzenia samolotu w wodę. Nie wykluczono również utonięcia jako współprzyczyny śmierci. W związku z tymi ustaleniami, kierujący zespołem badaczy dr Tomasz Konopka oświadczył, iż rozważanie innych sposobów wcześniejszego pozbawienia życia jego zespół uważa za bezprzedmiotowe.

## Wywód genealogiczny
| 4. Jakub Sikorski 1807–1852 |  |                                 |  |  |                       |
|                             |  | 2. Tomasz Sikorski 1851–1888    |  |  |                       |
| 5. Marianna Badowska        |  |                                 |  |  |                       |
|                             |  |                                 |  |  | 1. Władysław Sikorski |
| 6. Kajetan Albertowicz      |  |                                 |  |  |                       |
|                             |  | 3. Emilia Albertowicz 1854–1930 |  |  |                       |
| 7. Weronika Hawrowska       |  |                                 |  |  |                       |
|                             |  |                                 |  |  |                       |

## Ordery i odznaczenia
- Order Orła Białego (pośmiertnie, 14 lipca 1943)[64]
- Krzyż Komandorski Orderu Wojskowego Virtuti Militari nr 11 (19 grudnia 1923)[65]
- Krzyż Srebrny Orderu Wojskowego Virtuti Militari (15 marca 1921)[66]
- Wielka Wstęga Orderu Odrodzenia Polski (2 maja 1923)[67][68][69][70]
- Krzyż Komandorski Orderu Odrodzenia Polski (29 grudnia 1921)[71][72][21]
- Krzyż Niepodległości[73]
- Order Krzyża Grunwaldu I klasy (pośmiertnie, 2 lipca 1946)[74]
- Krzyż Walecznych (czterokrotnie)[73]
- Złoty Krzyż Zasługi
- Krzyż Zasługi Wojsk Litwy Środkowej (3 marca 1926)[75]
- Medal Pamiątkowy za Wojnę 1918–1921[73]
- Medal Dziesięciolecia Odzyskanej Niepodległości[73]
- Wielki Oficer Orderu Leopolda (Belgia)[73]
- Krzyż Wielki Orderu Lwa Białego (Czechosłowacja)[73]
- Krzyż Wojenny Czechosłowacki 1914–1918 (Czechosłowacja)[73]
- Krzyż Wojenny Czechosłowacki 1939 (Czechosłowacja)
- Krzyż Wojenny nr 184 (Norwegia, pośmiertnie, sierpień 1943)
- Order Krzyża Wolności I i II klasy (Estonia)[73][76]
- Wielka Wstęga Orderu Legii Honorowej (30 grudnia 1924)[77]
- Krzyż Komandorski Orderu Legii Honorowej(28 maja 1921)[78]
- Wielki Oficer Orderu Trzech Gwiazd (Łotwa, 1928)[79]
- Krzyż Wielki Orderu Białej Róży Finlandii (Finlandia)[73]
- Komandor 1 Klasy Orderu Białej Róży Finlandii (Finlandia, 1922)[80]
- Wielka Wstęga Orderu Wschodzącego Słońca (Japonia)[73]
- Krzyż Wielki Orderu Korony Rumunii (Rumunia)[73]
- Wielki Oficer Orderu Gwiazdy Rumunii (Rumunia)[73]
- Krzyż Wielki Orderu św. Sawy (Jugosławia) – 1924[73][81]
- Krzyż Wielki Orderu Orła Białego (Jugosławia)[73]
- Krzyż Wielki Orderu Korony Włoch (Włochy)[73]
- Wielka Wstęga Orderu Orła Azteckiego (Meksyk, 1942)[82]
- Krzyż Oficerski Orderu Franciszka Józefa z dekoracją wojenną (Austro-Węgry, 1916)[83]
- Krzyż Zasługi Wojskowej 3 klasy z dekoracją wojenną (Austro-Węgry)[9]
- Krzyż Pamiątkowy Mobilizacji 1912–1913 (Austro-Węgry)[7]

## Wyróżnienia
- Doktorat honorowy prawa, nadany przez University of St Andrews (28 lutego 1941) i University of Liverpool (6 listopada 1942)[84].

## Upamiętnienie

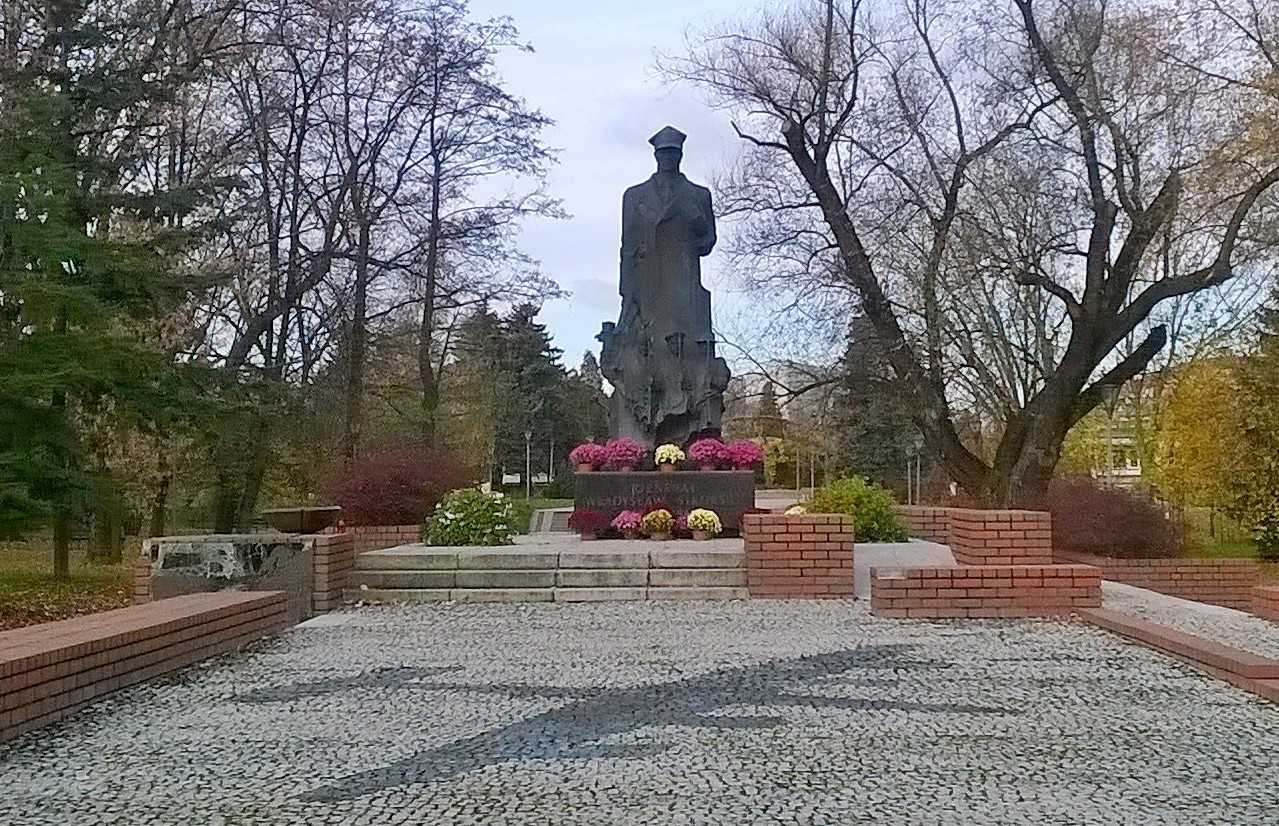
Pomnik gen. Władysława Sikorskiego w Rzeszowie

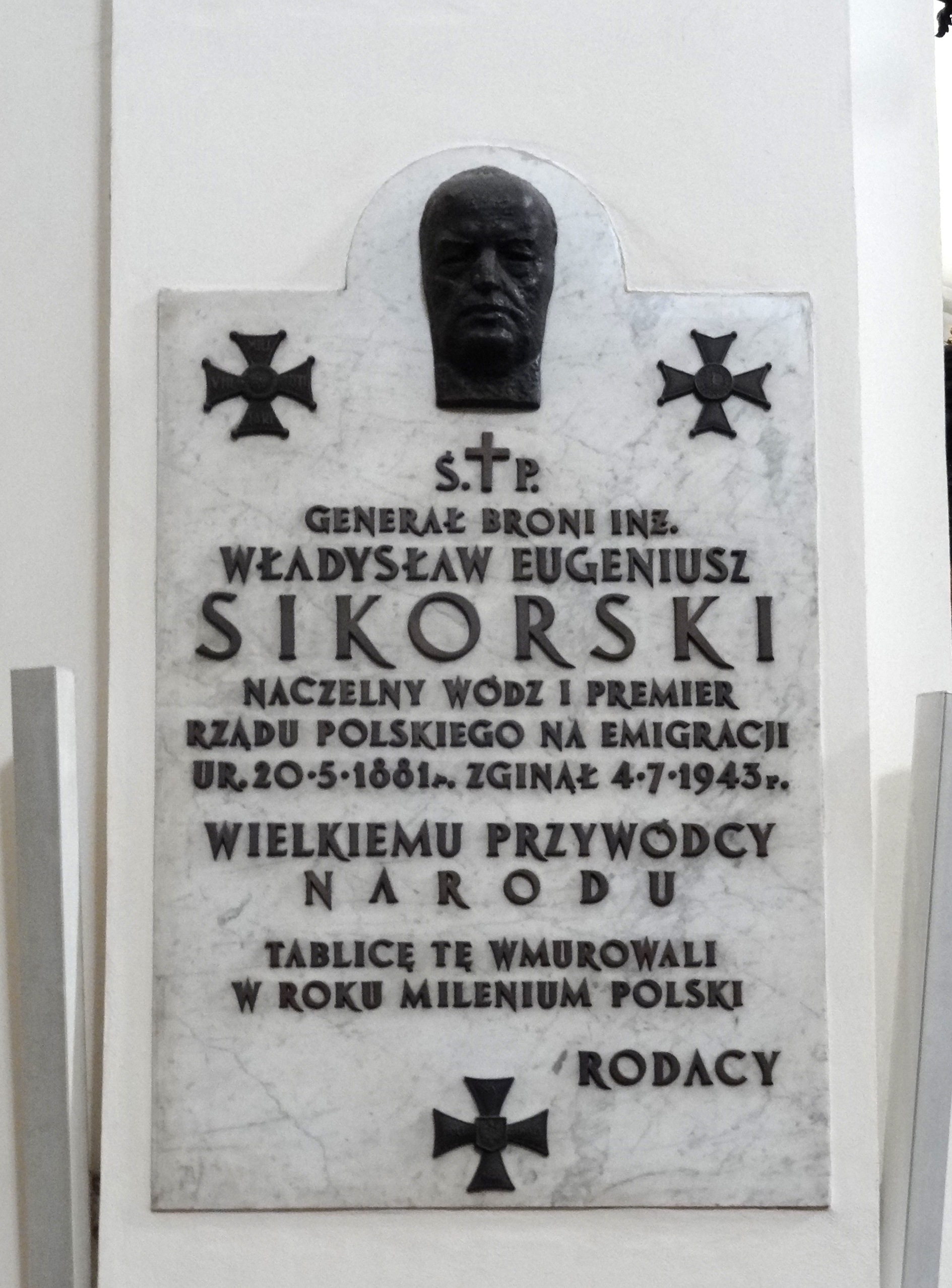
Epitafium gen. Sikorskiego w kościele Świętego Krzyża w Warszawie (fot. Ivonna Nowicka)

W 1966 roku, „roku millenium Polski” jak głosi inskrypcja, wmurowano epitafium generała Sikorskiego na jednym z filarów kościoła Świętego Krzyża w Warszawie.
W maju 1981 u zbiegu ulic Belwederskiej i Tureckiej w Warszawie, tj. w miejscu, w którym znajdowała się jego willa, odsłonięto pomnik generała.
17 września 1993 r. odsłonięto pomnik gen. Sikorskiego w Rzeszowie autorstwa Wiesława Bielaka.
Uchwałą z 9 stycznia 2003 Sejm RP zdecydował o ustanowieniu roku 2003 Rokiem Władysława Sikorskiego.
Decyzją prezesa Instytutu Pamięci Narodowej z dnia 14 stycznia 2020 roku na wniosek prezesa koła Związku Kombatantów RP i Byłych Więźniów Politycznych w Nowym Targu, grób W. Sikorskiego został wpisany do prowadzonej przez IPN ewidencji grobów weteranów walk o wolność i niepodległość Polski pod numerem ewidencyjnym 327.

### Znaczki pocztowe
1 listopada 1943 Polski Rząd na Emigracji wydał serię 8 znaczków pt. „Polskie siły zbrojne w walce z Niemcami”. Znaczek o wartości 80 gr. (numer katalogowy M 338) poświęcony jest gen. W. Sikorskiemu. W 2018 r. Poczta Polska wyemitowała w nakładzie 160 tys. upamiętniający Sikorskiego znaczek pocztowy o nominale 2,60 zł.

### Monety i medale
W 1981 Narodowy Bank Polski wypuścił okolicznościową monetę o nominale 50 złotych w celu upamiętnienia setnej rocznicy urodzin generała Władysława Sikorskiego. W 1982 został wybity medal upamiętniający Władysława Sikorskiego, wydany przez Mennicę Państwową, a zaprojektowany przez Józefa Markiewicza. W 1993 został wybity medal z podobizną generała Władysława Sikorskiego o treści „Katastrofa w Gibraltarze 1943–1993”, wydany przez Mennicę Państwową, a zaprojektowany przez Gertrudę Kuziemską-Wilczopolską.

## Publikacje
- Regulamin Musztry Związku Strzeleckiego i elementarna taktyka piechoty (1911)
- O polską politykę państwową. Umowy i deklaracje z okresu pełnienia urzędu prezesa Rady Ministrów 18 XII 1922 – 26 V 1923 (1923)
- Podstawy organizacji naczelnych władz wojskowych w Polsce (1923)
- O polską politykę państwową (1923)
- Polesie jako węzeł strategiczny wschodniego frontu (1924)
- Nad Wisłą i Wkrą. Studium do polsko-rosyjskiej wojny 1920 roku (1928)
- La campagne polono-russe de 1920 (1928)
- Polska i Francja w przeszłości i w dobie współczesnej (1931)
- Przyszła wojna – jej możliwości i charakter oraz związane z nimi zagadnienia obrony kraju (1934, 2010)

## Filmy
Filmy dokumentalne
- Niedokończona podróż (ang. Unfinished journey) z 1943 roku, scenariusz: Ksawery Pruszyński, reżyseria: Eugeniusz Cękalski
- Przerwana podróż z 1966 roku w reżyserii Wincentego Ronisza[93]
- Władysław Sikorski z 1981 roku, scenariusz i reżyseria: Krzysztof Szmagier
- Generał Władysław Sikorski. Tajemnica śmierci z 1987 roku, scenariusz i reżyseria: Witold Zadrowski
- Droga na Wawel z 1993 roku, scenariusz i reżyseria: Bohdan Rączkowski
- Londyńskie dni generała Sikorskiego z 1987 roku, scenariusz: Jan Tarczyński, reżyseria: Leszek Wiśniewski
- In memoriam. Gen. Władysław Sikorski – żołnierz i polityk (1881–1943) z 2003 roku, reżyseria: Lucyna Smolińska, Mieczysław Sroka

Produkcje kinowe
- W 1977 w radzieckim filmie wojennym Jurija Ozierowa Żołnierze wolności w postać Władysława Sikorskiego wcielił się aktor Igor Śmiałowski[94]
- W 1978 odbyła się premiera filmu Jerzego Hoffmana Do krwi ostatniej..., w którym rolę generała Sikorskiego grał Kazimierz Witkiewicz
- 1 września 1984 odbyła się premiera polskiego filmu fabularnego Katastrofa w Gibraltarze[95][96]. W postać gen. Sikorskiego wcielił się Jerzy Molga
- 3 kwietnia 2009 odbyła się premiera polskiego filmu fabularnego Generał – zamach na Gibraltarze. W postać gen. Sikorskiego wcielił się Krzysztof Pieczyński[97]
- 24 sierpnia 2009 odbyła się premiera polskiego 4-odcinkowego serialu dokumentalnego Generał[98][99].